# Liste der Biografien/Len
Liste der Biografien |
Portal Biografien |
Personensuche
# |
A |
B |
C |
D |
E |
F |
G |
H |
I |
J |
K |
L |
M |
N |
O |
P |
Q |
R |
S |
T |
U |
V |
W |
X |
Y |
Z |
?
 
La |
Lb |
Lc |
Le |
Lg |
Lh |
Li |
Lj |
Ll |
Lm |
Lo |
Lp |
Lt |
Lu |
Lv |
Lw |
Lx |
Ly |
Lz
 
Lea |
Leb |
Lec |
Led |
Lee |
Lef |
Leg |
Leh |
Lei |
Lej |
Lek |
Lel |
Lem |
Len |
Leo |
Lep |
Leq |
Ler |
Les |
Let |
Leu |
Lev |
Lew |
Lex |
Ley |
Lez
Die Liste der Biografien führt alle Personen auf, die in der deutschsprachigen Wikipedia einen Artikel haben. Dieses ist eine Teilliste mit 963 Einträgen von Personen, deren Namen mit den Buchstaben „Len“ beginnt.

## Len
- Len, Alex (* 1993), ukrainischer Basketballspieler

### Lena
- Lena, Battista (* 1960), italienischer Jazzmusiker und Filmkomponist
- Léna, Maurice (1859–1928), französischer Dramatiker und Librettist
- Léna, Pierre (* 1937), französischer Astrophysiker und Astronom
- Lenaers, Jeroen (* 1984), niederländischer Politiker (CDA), MdEP
- Lenaers, Roger (1925–2021), belgischer Ordensgeistlicher, Jesuit, klassischer Philologe und Autor
- Lenaerts, Anneleen (* 1987), belgische Harfenistin
- Lenaerts, Koen (* 1954), belgischer Rechtswissenschaftler und Hochschullehrer, Richter am EuGHKoen Lenaerts (* 1954)

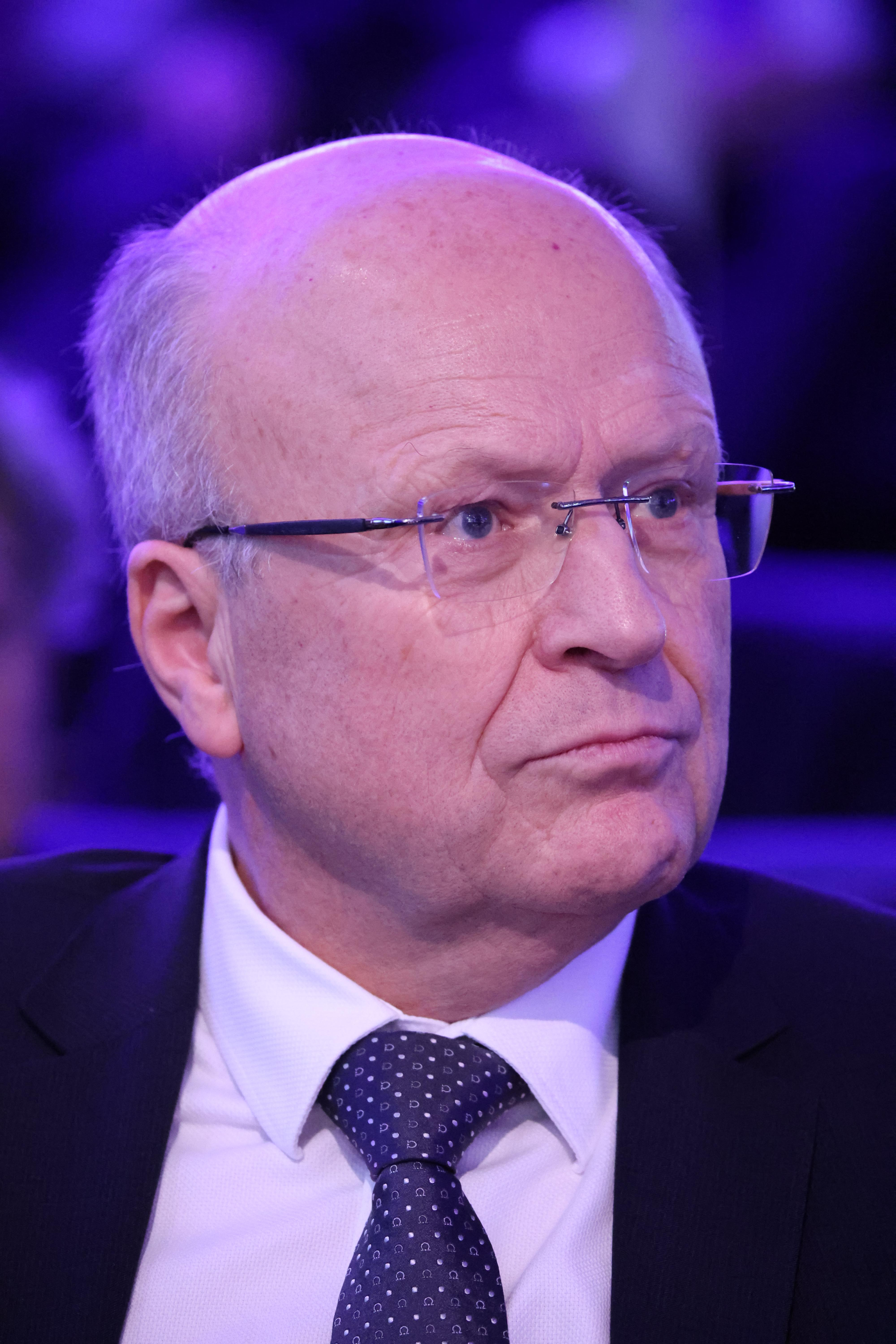
Koen Lenaerts (* 1954)

- Lenaerts, Sofie (* 1975), belgische Höhenbergsteigerin
- Lenaeus, Pompeius, Freigelassener des Pompeius, Leiter einer Schule, Übersetzer
- Lenagh, Steve (* 1979), englischer Fußballspieler
- Lenahan, John Thomas (1852–1920), US-amerikanischer Politiker
- Lenain, Thierry (* 1959), französischer Kinder- und Jugendbuchautor
- Lenar, Piotr (* 1958), polnischer Kameramann
- Lenarčič, Janez (* 1967), slowenischer Diplomat und Politiker
- Lenard, Alexander (1910–1972), Dichterarzt
- Lenard, Andrew (1927–2020), US-amerikanischer mathematischer Physiker
- Lenard, Mark (1924–1996), amerikanischer Schauspieler
- Lénard, Nané (* 1965), deutsche Autorin
- Lenárd, Ondrej (* 1942), slowakischer Dirigent
- Lenard, Philipp (1862–1947), deutscher Physiker, Nobelpreis für Physik 1905Philipp Lenard (1862–1947)

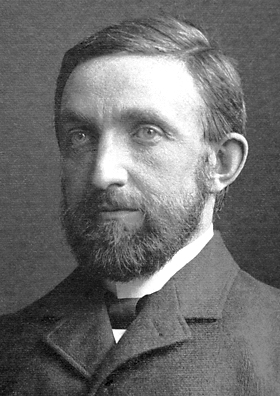
Philipp Lenard (1862–1947)

- Lenardon, Cristina (* 1989), italienische Handballspielerin
- Lenart, Branko (* 1948), österreichischer Künstler
- Lenart, Ernest (1912–2005), deutscher Schauspieler
- Lenart, Frank (* 1955), deutscher Schauspieler, Synchronsprecher und Dialogbuchautor
- Lenárt, Jozef (1923–2004), tschechoslowakischer Politiker
- Lenartowicz, Teofil (1822–1893), polnischer Dichter
- Lenarts, Entgen († 1655), Opfer der Hexenverfolgung in Köln
- Lenartz, Werner (1902–1965), deutscher Pädagoge und Hochschullehrer
- Lenarz, Minoo (1966–2015), iranisch-deutsche Medizinerin und Hochschullehrerin für Hals-Nasen-Ohrenheilkunde
- Lenarz, Thomas (* 1956), deutscher Mediziner und Hochschullehrer für Hals-Nasen-Ohrenheilkunde
- Lenassi, Janez (1927–2008), jugoslawischer bzw. slowenischer Bildhauer
- Lenat, Douglas (1950–2023), US-amerikanischer Forscher im Bereich der Künstlichen Intelligenz
- Lenau, Herwig (1926–2010), österreichischer Theaterintendant, Schauspieler und Regisseur
- Lenau, Nikolaus (1802–1850), österreichischer SchriftstellerNikolaus Lenau (1802–1850)

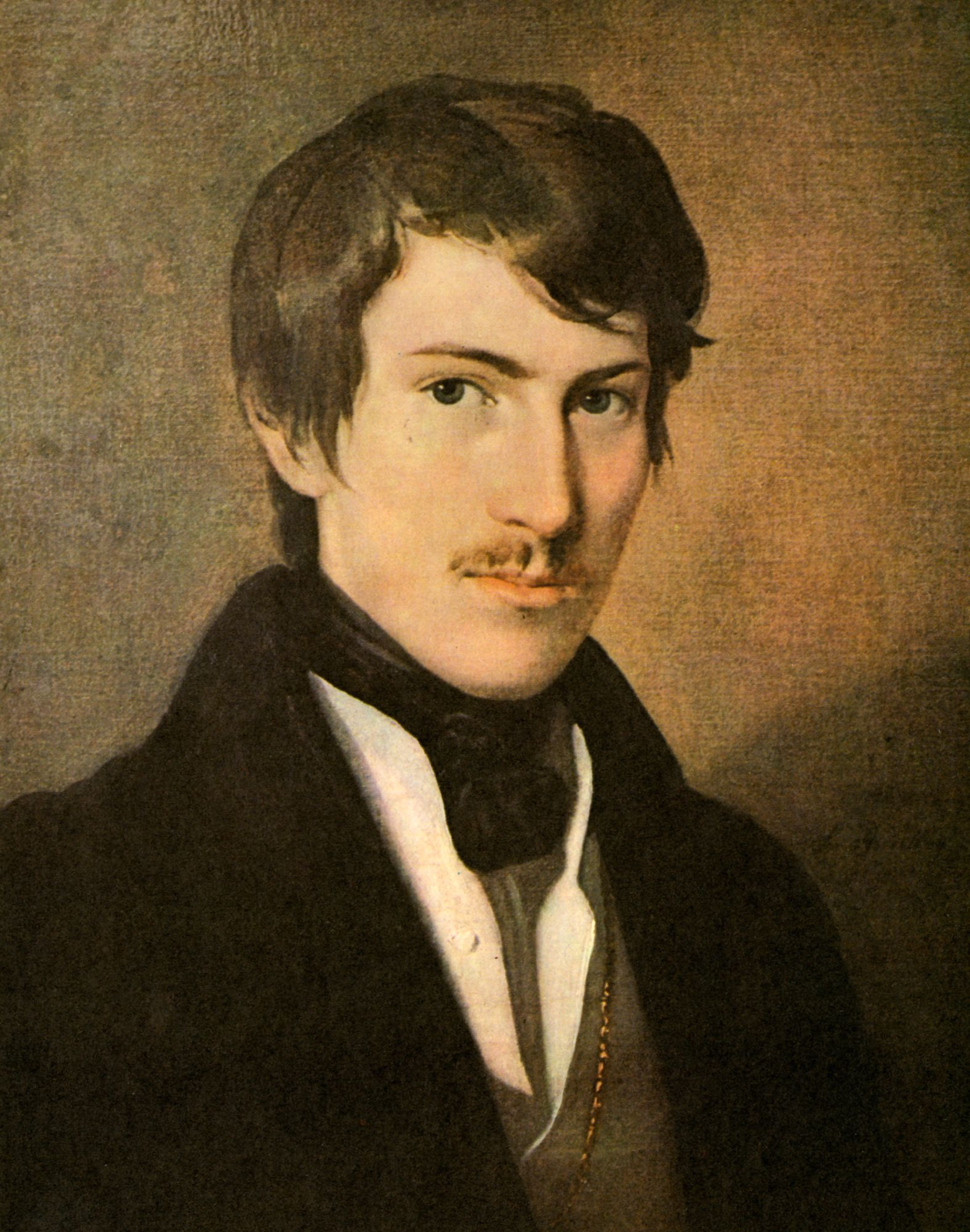
Nikolaus Lenau (1802–1850)

### Lenb
- Lenbach, Franz von (1836–1904), deutscher Maler
- Lenberger, Wolfgang I. († 1541), Stiftspropst von Berchtesgaden

### Lenc
- Lencastre, Alexandra (* 1965), portugiesische Schauspielerin
- Lencastre, José, portugiesischer Jazzmusiker (Saxophon)
- Lencastre, Veríssimo de (1615–1692), portugiesischer Geistlicher und Kardinal
- Lenček, Alois (1827–1884), österreichischer Politiker
- Lencer, Janosch (* 1994), deutscher Schauspieler
- Lencer, Julius August (1833–1903), deutscher Komponist und Botaniker
- Lencer, Rudolf (1901–1945), deutscher Funktionär und Politiker (NSDAP)
- Lenchantin, Paz (* 1973), US-amerikanische Bassistin
- Lencina, Lucas (* 1991), argentinischer Fußballspieler
- Lencioni, Patrick (* 1965), US-amerikanischer Manager, Berater, Bestsellerautor und Referent
- Lencker, Johannes (1523–1585), deutscher Goldschmied und Grafiker
- Lenckhardt, Adam (1610–1661), deutscher Elfenbeinschnitzer
- Lenckner, Theodor (1928–2006), deutscher Strafrechtswissenschaftler der Universität Tübingen
- Lenclos, Ninon de (1620–1705), französische Kurtisane und SalonnièreNinon de Lenclos (1620–1705)

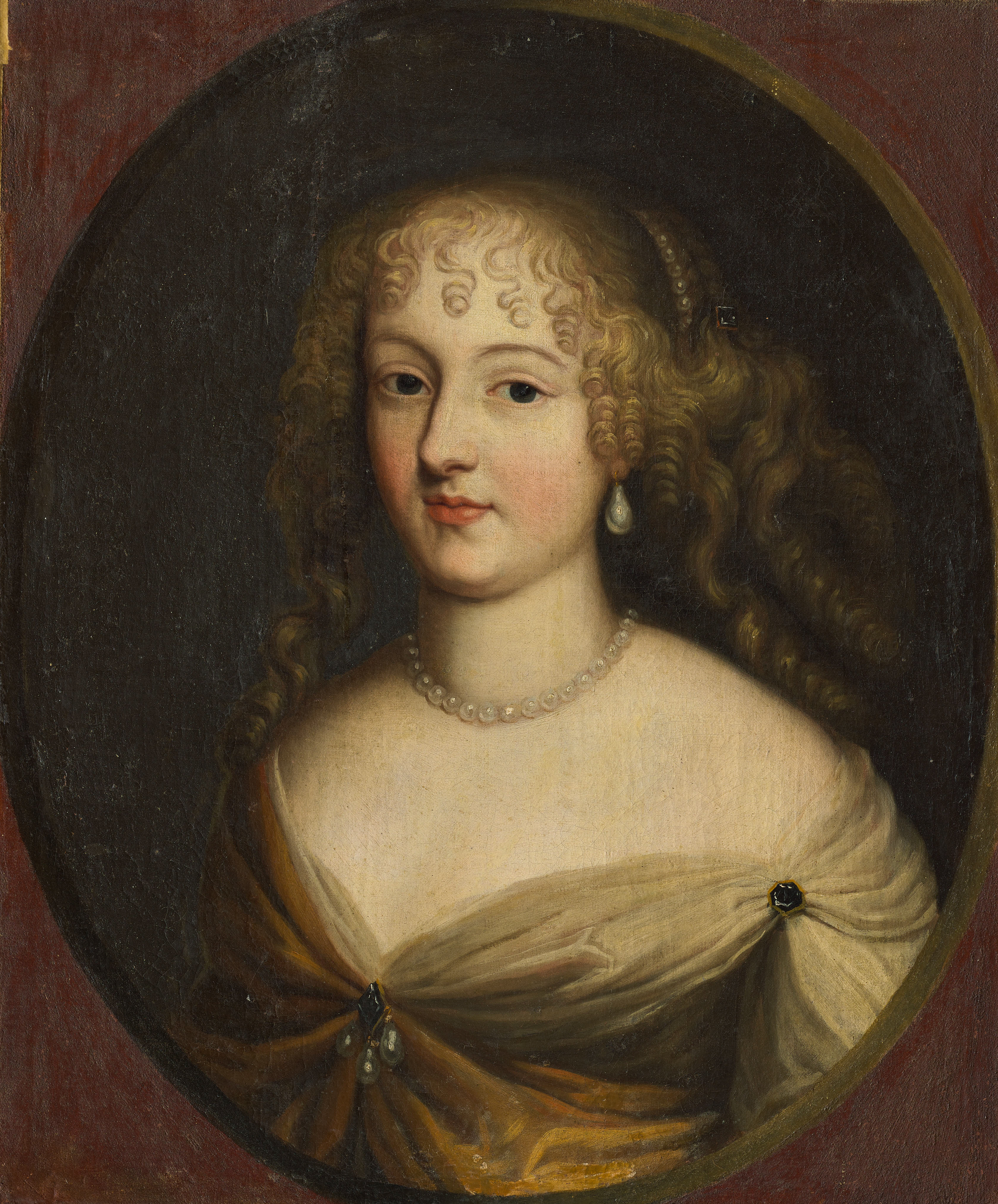
Ninon de Lenclos (1620–1705)

- Lencquesaing, Alice de (* 1991), französische Schauspielerin
- Lencquesaing, Louis-Do de (* 1963), französischer Schauspieler, Filmregisseur und Drehbuchautor
- Lenczewski, Ryszard (* 1948), polnischer Kameramann
- Lenczewski, Tomasz (* 1960), polnischer Genealoge, Autor, Jurist des kanonischen Rechtes und Antiquar
- Lenczyk, Meghan (* 1989), US-amerikanische Fußballspielerin
- Lenczyk, Orest (1942–2024), polnischer Fußballspieler und -trainer

### Lend
- Lende, Sijtje van der (* 1950), niederländische Eisschnellläuferin und Eisschnelllauftrainerin
- Lendeborg, Jorge Jr. (* 1996), dominikanisch-US-amerikanischer Schauspieler
- Lendecke, Otto (1886–1918), österreichischer Maler, Bildhauer und Illustrator
- Lendel, Miglė (* 1996), litauische Radsportlerin
- Lendel, Vasilijus (* 1995), litauischer Radsportler
- Lendenfeld, Marian Lendlmayr von (1666–1707), salzburgischer römisch-katholischer Geistlicher
- Lendenfeld, Robert Lendlmayer von (1858–1913), österreichischer Zoologe, Alpinist und Hochschullehrer
- Lendenmann Winterberg, Sandra, Schweizer Diplomatin
- Lendenmann, Leonhard (1772–1838), Schweizer Kaufmann und Unternehmer
- Lendenmann, Yves (* 1986), Schweizer House- und Electro-DJ Team und Musikproduzent
- Lendenstreich, Valentin († 1506), deutscher Bildschnitzer
- Lender, Constantin (1828–1888), deutscher Arzt
- Lender, Elfriede (1882–1974), estnische Pädagogin
- Lender, Franz Xaver (1830–1913), deutscher katholischer Geistlicher und Politiker (Zentrum), MdR
- Lender, Marcelle (1862–1926), französische Sängerin, Tänzerin und Entertainerin
- Lender, Voldemar (1876–1939), estnischer Ingenieur und Politiker
- Lenderman, Alex (* 1989), US-amerikanischer Schachspieler
- Lenders, Andrea (* 1980), niederländische Trampolinturnerin
- Lenders, Helmut (1922–2002), deutscher Gewerkschaftssekretär und Politiker (GVP, SPD), MdB
- Lenders, Joachim (* 1961), deutscher Politiker (CDU), MdHB
- Lenders, Jürgen (* 1966), deutscher Politiker (FDP), MdL
- Lenders, Karl Josef (1755–1855), kurkölnischer Amtmann
- Lenders, Winfried (1943–2015), deutscher Linguist
- Lendholt, Werner (1912–1980), deutscher Landschaftsarchitekt
- Lendi, Fritz (1896–1967), Schriftsteller, Verfasser von historischen Romanen, Journalist, Redaktor und Politiker
- Lendi, Martin (* 1933), Schweizer Rechtswissenschaftler und Hochschullehrer
- Lendi, Stephan (* 1981), Schweizer Sprecher und Moderator
- Lenđer, Ivan (* 1990), serbischer Schwimmer
- Lendl, Egon (1906–1989), österreichischer Geograph
- Lendl, Hella (1905–2004), österreichische Politikerin (SPÖ), Landtagsabgeordnete, Hausfrau
- Lendl, Ivan (* 1960), tschechisch-US-amerikanischer TennisspielerIvan Lendl (* 1960)

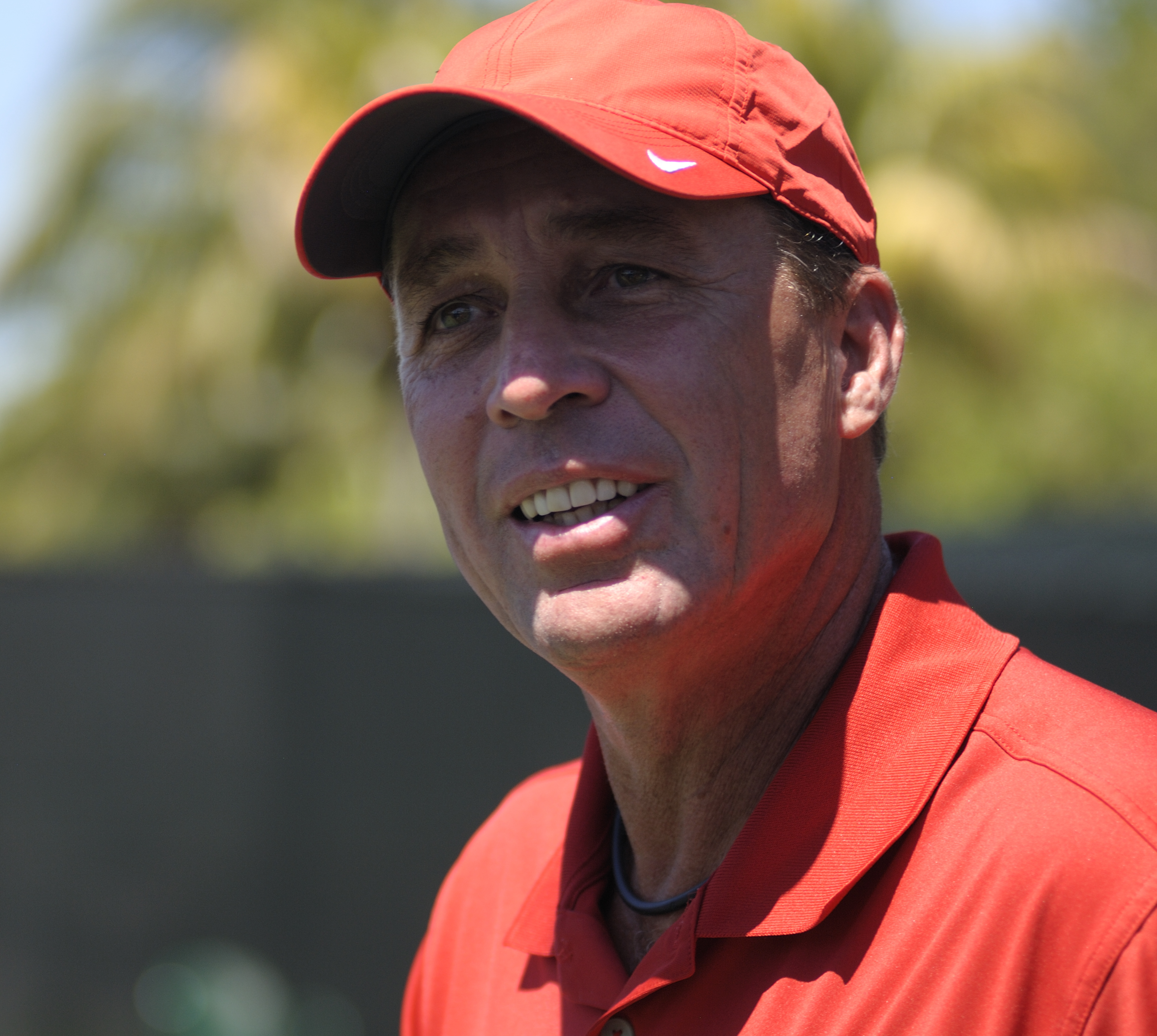
Ivan Lendl (* 1960)

- Lendl, O. (* 1968), österreichischer Kabarettist
- Lendle, Jo (* 1968), deutscher Autor
- Lendle, Otto (1926–1999), deutscher Altphilologe
- Lendor, Frank (* 1939), dominikanischer Opernsänger (Bass)
- Lendore, Deon (1992–2022), Leichtathlet aus Trinidad und Tobago
- Lendorf, Johann Dietrich (1743–1815), deutscher Knecht
- Lendorff, Georg (* 1965), Schweizer Filmregisseur und Videokünstler
- Lendorff, Gertrud (1900–1986), Schweizer Kunsthistorikerin und Schriftstellerin
- Lendorff, Ludwig (1808–1853), deutscher Architekt, großherzoglich badischer Baubeamter in Heidelberg
- Lendovšek, Josip (1854–1895), slowenischer Philologe und Lehrer
- Lendovšek, Mihael (1844–1920), slowenischer Schriftsteller und Geistlicher
- Lendrić, Ivan (* 1991), kroatischer Fußballspieler
- Lendrich, Karl (1862–1930), deutscher Lebensmittelchemiker
- Lendrich, Walter (1912–1999), deutscher Film- und Theaterschauspieler sowie Hörspielsprecher
- Lendt, Matthias (* 1962), deutscher Radrennfahrer
- Lendvai, Ernő (1925–1993), ungarischer Musikwissenschaftler
- Lendvai, Erwin (1882–1949), ungarischer Komponist
- Lendvai, Miklós (1975–2023), ungarischer Fußballspieler
- Lendvai, Paul (* 1929), österreichischer Journalist ungarischer HerkunftPaul Lendvai (* 1929)

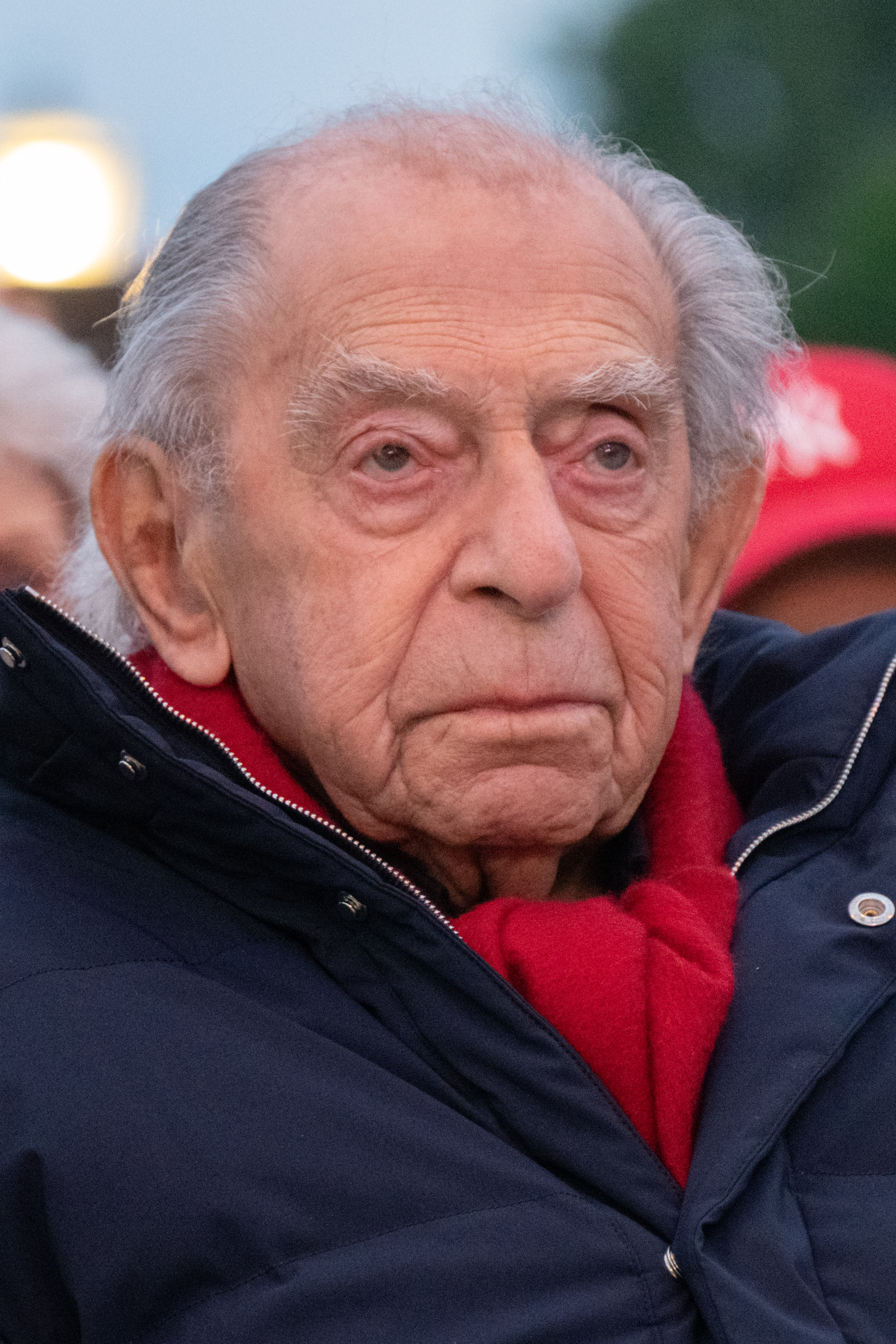
Paul Lendvai (* 1929)

- Lendvai, Tibor (1940–2023), ungarischer Radrennfahrer
- Lendvai-Dircksen, Erna (1883–1962), deutsche Fotografin
- Lendvay, József (* 1974), ungarischer Violinist
- Lendvay, Kamilló (1928–2016), ungarischer Komponist, Dirigent und Musikpädagoge
- Lendwai, Reinhard (* 1966), österreichischer Schachspieler
- Lendzian, Rolf (* 1940), deutscher Fußballspieler
- Lendzion, Anton (1888–1940), polnischer Aktivist in der Freien Stadt Danzig und Opfer des Nationalsozialismus

### Lene
- Léné, Emma (* 1999), französische Tennisspielerin
- Lenecke, Till (* 1972), deutscher Comiczeichner und Illustrator
- Lenee, Shawna (* 1987), US-amerikanische Pornodarstellerin
- Lenehan, Joseph (1916–1981), irischer Politiker (Fianna Fáil)
- Lenehan, Susan (* 1943), australische Politikerin (ALP)
- Lenel, Hans Otto (1917–2016), deutscher Volkswirtschaftler
- Lenel, Ludwig (1914–2002), US-amerikanischer Organist und Komponist
- Lenel, Moritz (1811–1876), deutscher Unternehmer und Politiker
- Lenel, Otto (1849–1935), deutscher Rechtshistoriker
- Lenel, Richard (1869–1950), deutscher Industriepionier
- Lenel, Viktor (1838–1917), deutscher Industriepionier
- Lenel, Walter (1868–1937), deutscher Historiker
- Lenepveu, Charles (1840–1910), französischer Komponist und Musikpädagoge
- Lenepveu, Jules Eugène (1819–1898), französischer Maler
- Lener, Slavomír (* 1955), tschechischer Eishockeyspieler und -trainer
- Lener, Werner (* 1941), deutscher Jazzpianist, Komponist und Bandleader
- Leñero Otero, Vicente (1933–2014), mexikanischer Schriftsteller, Dramaturg, Journalist, Drehbuchautor
- Lenert, Jean (1937–2023), französischer Violinist
- Lenert, Paulette (* 1968), luxemburgische Juristin, Politikerin und Ministerin
- Lenéru, Marie (1875–1918), französische Dramatikerin
- Lenerz, Jürgen (* 1945), deutscher Germanist
- Lenes, Peter (* 1986), österreichisch-US-amerikanischer Eishockeyspieler
- LeNeveu, David (* 1983), kanadischer Eishockeytorwart
- Lenew, Alexander Iwanowitsch (1944–2021), sowjetischer Fußballspieler

### Lenf
- L’Enfant, Pierre (1754–1825), französischer Künstler und Wissenschaftler, Stadtplaner von Washington D. C.Pierre L’Enfant (1754–1825)

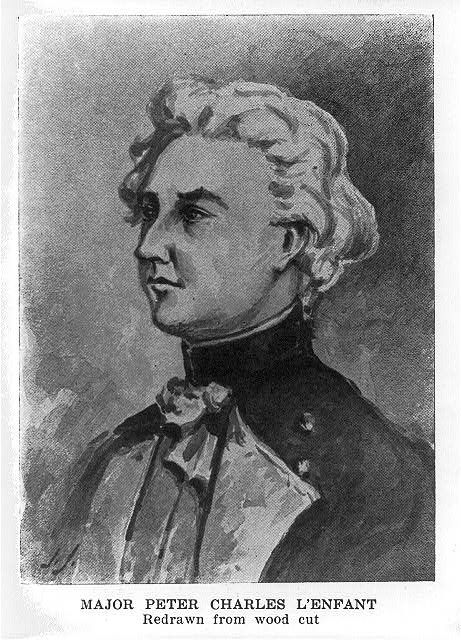
Pierre L’Enfant (1754–1825)

- Lenferink, Jan (* 1950), niederländischer Radrennfahrer
- Lenferna de Laresle, Caroline (1824–1900), mauritische Nonne und Ordensgründerin
- Lenfert, Aurel (* 1971), deutscher Bühnenbildner, Kostümbildner und Künstler
- Lenfest, H. F. (1930–2018), US-amerikanischer Medien-Unternehmer und Philanthrop

### Leng
- Leng, Alfonso (1884–1974), chilenischer Komponist und Odontologe
- Leng, Christof (* 1975), deutscher Politiker (Piratenpartei) und Informatiker
- Leng, Heinrich (1795–1835), deutscher Pädagoge
- Leng, Herta (1903–1997), österreichisch-amerikanisch Physikerin
- Leng, Jun (* 1963), chinesischer Maler
- Leng, Karl (1823–1908), Bürgermeister und Mitglied des Nassauischen Kommunallandtages
- Leng, Peter (1925–2009), britischer General
- Leng, Rainer (* 1966), deutscher Historiker
- Leng, Russell (* 1938), US-amerikanischer Politikwissenschaftler und Hochschullehrer
- Leng, Ryan, US-amerikanischer Pokerspieler und -trainer
- Leng, Virginia (* 1955), britische Vielseitigkeitsreiterin
- Lenga, Jan Pawel (* 1950), ukrainischer Ordensgeistlicher, Erzbischof der römisch-katholischen Kirche
- Lengacher, Annelies (* 1964), Schweizer Skilangläuferin
- Lengacher, Cédric (* 1963), Schweizer Eishockeytorhüter
- Lengagne, Guy (* 1933), französischer Hochschullehrer und Politiker
- Lengagne, Sydney, französischer Badmintonspieler
- Lengauer, Engelbert (1927–2019), österreichischer Politiker (ÖVP), Landtagsabgeordneter, Mitglied des Bundesrates
- Lengauer, Florian (* 1997), deutscher American-Football-Spieler
- Lengauer, Günther (* 1969), österreichischer Politiker (ÖVP), Landtagsabgeordneter
- Lengauer, Josef (1898–1966), österreichischer Gewerkschafter und Politiker, Abgeordneter zum Nationalrat
- Lengauer, Josef (1902–1943), österreichischer Straßenbahner und Widerstandskämpfer gegen den Nationalsozialismus
- Lengauer, Josef Martin († 1793), österreichischer Bildhauer
- Lengauer, Karina (* 1979), österreichische Badmintonspielerin
- Lengauer, Thomas (* 1952), deutscher Informatiker
- Lengauer-Stockner, Anton (* 1961), österreichischer Biathlet
- Lenge Mukwenye, Désiré (* 1966), kongolesischer römisch-katholischer Geistlicher, Bischof von Kilwa-Kasenga
- Lengefeld, Carl Christoph von (1715–1775), deutscher Forstmeister, Pionier der Forstwissenschaft und Schwiegervater von Friedrich Schiller
- Lengefeld, Cecilia (* 1940), schwedische Kunsthistorikerin
- Lengefeld, Christian August von (1728–1789), preußischer Generalleutnant, Gouverneur der Festung Magdeburg
- Lengefeld, Friedrich Wilhelm von (1733–1806), preußischer Generalleutnant und General-Werbeinspekteur
- Lengefeld, Louise von (1743–1823), Hofmeisterin am Hof von Schwarzburg-Rudolstadt und Schwiegermutter von Friedrich SchillerLouise von Lengefeld (1743–1823)

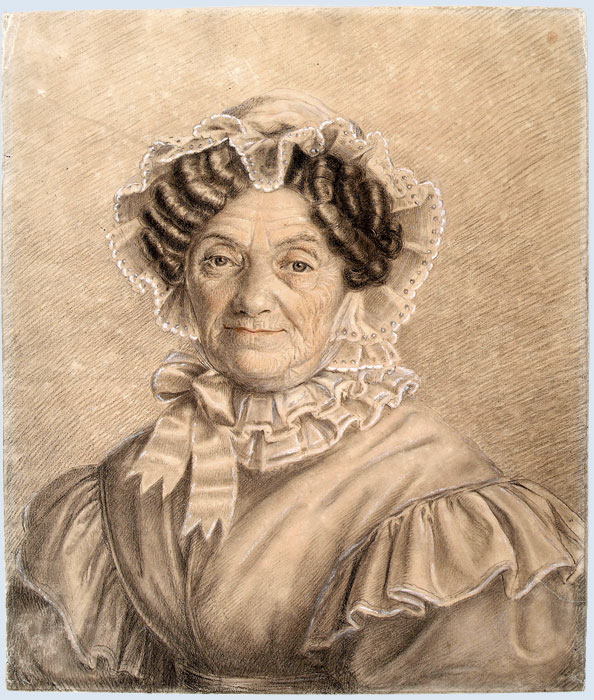
Louise von Lengefeld (1743–1823)

- Lengefeld, Selma von (1863–1934), deutsche Akademikerin und Frauenrechtlerin
- Lengel, David (* 1982), US-amerikanischer Schauspieler
- Lengeler, Rainer (1933–2022), deutscher Anglist und Hochschullehrer
- Lengeling, Emil Joseph (1916–1986), deutscher Theologe und Liturgiewissenschaftler
- Lengeling, Gerhard (* 1959), deutscher Informatiker und Pionier auf dem Gebiet der Programmierung von Musiksoftware
- Lengemann, Fritz (1892–1934), deutscher Politiker (NSDAP), MdR
- Lengemann, Jochen (* 1938), deutscher Jurist und Politiker (CDU), hessischer Landtagspräsident
- Lengemann, Martin U. K. (* 1969), deutscher Fotograf, Fotojournalist und Autor
- Lengen, Hajo van (1940–2024), deutscher Historiker
- Lenger, Friedrich (* 1957), deutscher Historiker
- Lengerer, Joachim (* 1957), deutscher Fußballspieler
- Lengerich, Franz Hermann (1805–1881), lutherischer Superintendent in Demmin
- Lengerich, Heinrich (1790–1865), deutscher Historien- und Bildnismaler
- Lengerke, Alexander von (1802–1853), deutscher Agrarschriftsteller
- Lengerke, Cäsar von (1803–1855), deutscher evangelischer Theologe und Dichter
- Lengerke, Caspar von (1683–1738), deutscher Jurist und Hamburger Domherr
- Lengerke, Ernst von (1836–1882), deutscher Landrat
- Lengerke, Geo von (1827–1882), deutscher Ingenieur, Großgrundbesitzer und KaufmannGeo von Lengerke (1827–1882)

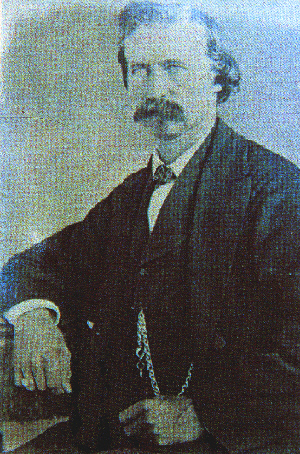
Geo von Lengerke (1827–1882)

- Lengerke, Georg von (1569–1645), Ratsherr der Hansestadt Lübeck
- Lengerke, Hermann von (1607–1668), Lübecker Ratsherr
- Lengerke, Johann Heinrich von (1825–1906), deutscher Landtagspräsident und Politiker (NLP), MdR
- Lengerke, Peter von (1651–1709), deutscher Jurist und Bürgermeister der Hansestadt Hamburg
- Lengerke, Peter von (1788–1848), deutscher Unternehmer und Philanthrop
- Lengerke, Wilhelm von (1894–1942), deutscher Generalmajor der Wehrmacht im Zweiten Weltkrieg
- Lengerken, Gerhard von (* 1935), deutscher Agrarwissenschaftler und Hochschullehrer
- Lengerov, Kostadin (* 1976), österreichischer Tischtennisnationalspieler
- Lengers, Birgit (* 1970), deutsche Dramaturgin, Kulturvermittlerin und Theaterwissenschaftlerin
- Lengersdorf, Heinz (* 1966), deutscher Pianist
- Lengersdorf, Jörg (* 1973), deutscher Violinist und Hörfunkmoderator
- Lengfeld, Friedrich (1921–1944), deutscher Militär, Leutnant der WehrmachtFriedrich Lengfeld (1921–1944)

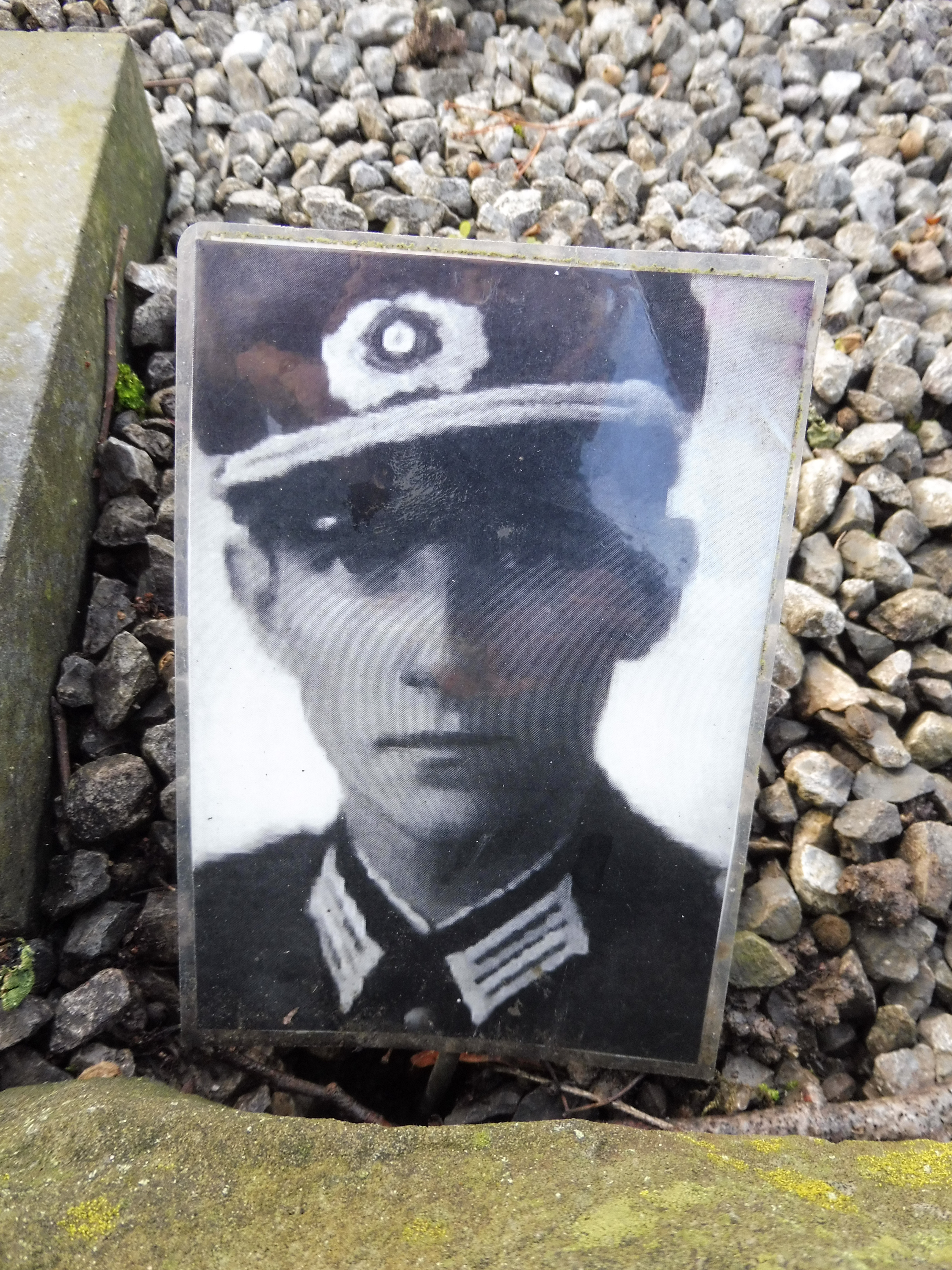
Friedrich Lengfeld (1921–1944)

- Lengfeld, Holger (* 1970), deutscher Soziologe
- Lengfelder, Edmund (* 1943), deutscher Strahlenbiologe und Arzt
- Lenggenhager, Jürg (* 1943), schweizerischer Musiker und Kunstmaler
- Lenggenhager, Karl (1903–1989), Schweizer Chirurg
- Lenggenhager, Roland (* 1960), schweizerischer Basketballspieler
- Lengheim, Lasse (* 2007), österreichischer Fußballspieler
- Lengheimer, Karl (* 1946), österreichischer Verwaltungsjurist; Statthalter des Ritterordens vom Heiligen Grab zu Jerusalem
- Lengheriu, Iosif (1914–1991), rumänischer Fußballspieler und -trainer
- Lengies, Vanessa (* 1985), kanadische Schauspielerin
- Lengl, Siegfried (1932–2012), deutscher Politiker (CSU)
- L’Engle, Claude (1868–1919), US-amerikanischer Politiker
- L’Engle, Madeleine (1918–2007), US-amerikanische Schriftstellerin
- Lenglen, Suzanne (1899–1938), französische Tennisspielerin
- Lenglet Du Fresnoy, Nicolas (1674–1755), französischer Jurist
- Lenglet, Clément (* 1995), französischer Fußballspieler
- Lenglet, Olivier (* 1960), französischer Degenfechter
- Lenglet, Raphaël (* 1976), französischer Schauspieler und Filmregisseur
- Lengling, Willy (1868–1942), deutscher Schauspieler bei Bühne und Stummfilm
- Lenglinger, Stefan (* 1993), österreichischer FernsehjournalistStefan Lenglinger (* 1993)

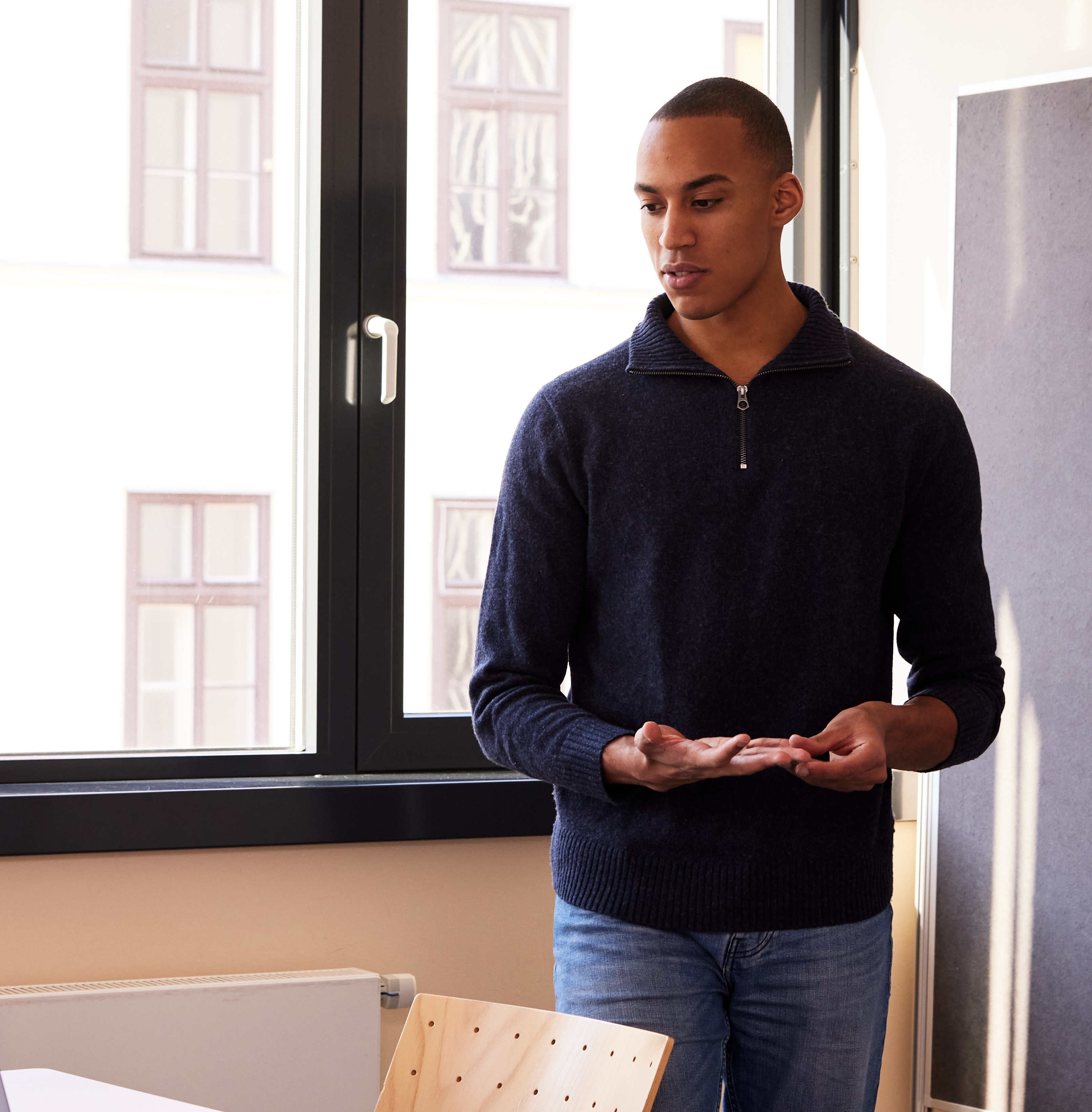
Stefan Lenglinger (* 1993)

- Lengnich, Gottfried (1689–1774), deutscher Historiker, Jurist und Staatstheoretiker
- Lengnick, Emily (1856–1939), deutsche Malerin
- Lengren, Zbigniew (1919–2003), polnischer Karikaturist, Grafiker, Illustrator und Dichter
- Lengronne, Annabelle, französische Schauspielerin
- Lengsfeld, Albert von (1803–1866), preußischer Generalmajor
- Lengsfeld, Josef (1878–1938), deutscher Musiker, Konzertmeister und Komponist
- Lengsfeld, Peter (1930–2009), deutscher katholischer Theologe und Hochschullehrer
- Lengsfeld, Philipp (* 1972), deutscher Politiker (Bündnis 90/Die Grünen, CDU), MbB
- Lengsfeld, Shamila (* 1990), deutsche Filmregisseurin und Drehbuchautorin
- Lengsfeld, Vera (* 1952), deutsche Politikerin (Bündnis 90/Die Grünen, CDU), MdV, MdBVera Lengsfeld (* 1952)

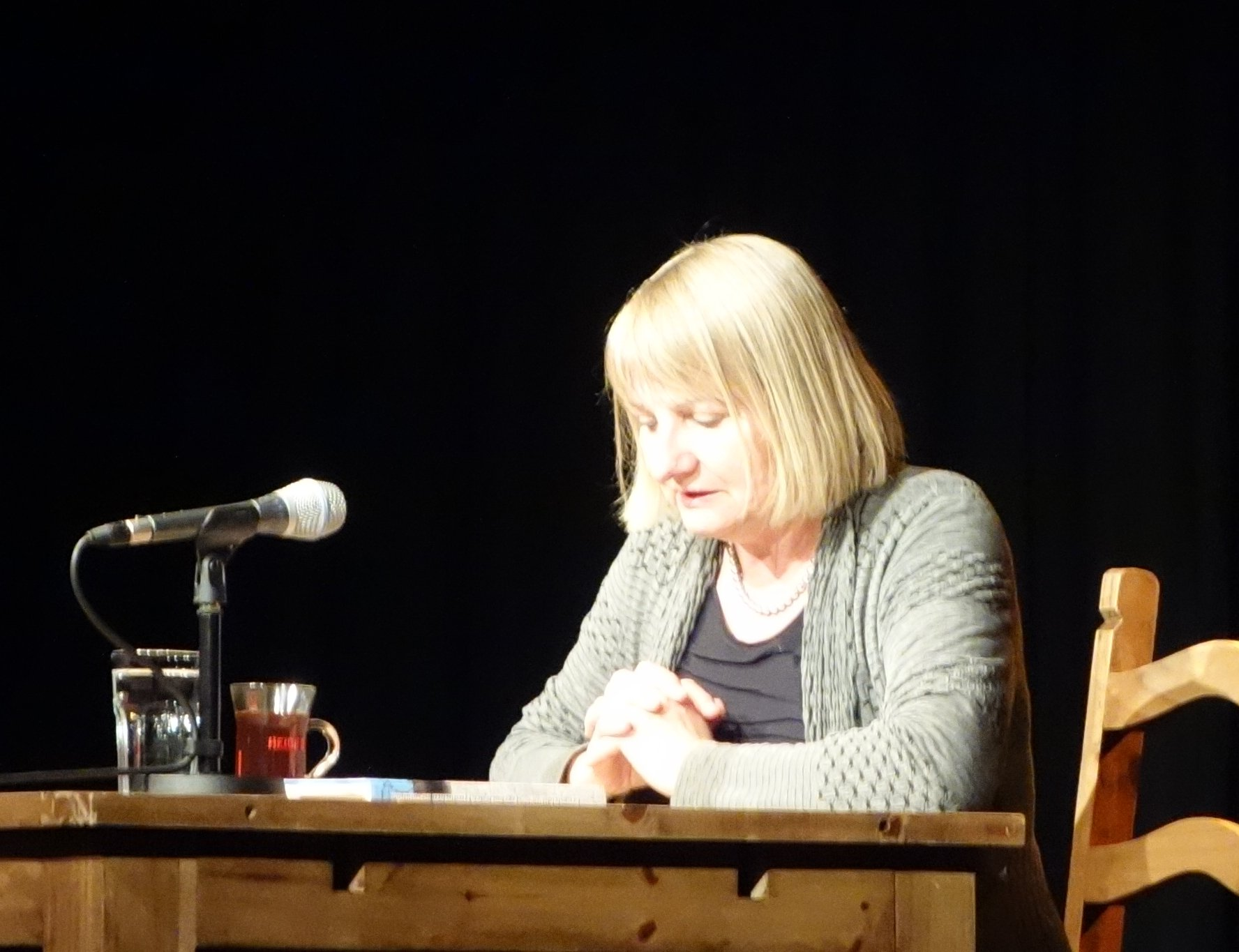
Vera Lengsfeld (* 1952)

- Lëngu, Hafiz Sherif (1877–1956), albanischer moslemischer Gelehrter
- Lengvenis Algirdaitis, Sohn von Algirdas
- Lengvinienė, Silva (* 1960), litauische Politikerin
- Lengwe, Gladys (* 1978), sambische Fußballschiedsrichterin
- Lengweiler, Julie (* 1998), Schweizer Volleyballspielerin
- Lengwenings, Karl Heinz (1927–2017), deutscher Pressefotograf und Bildjournalist
- Lengwenus, Björn (* 1972), deutscher Spielpädagoge
- Lengwiler, Christoph (* 1959), Schweizer Wirtschaftswissenschaftler und Politiker (CVP)
- Lengwiler, Elena (* 1996), Schweizer Kitesurferin und Eishockeyspielerin
- Lengwiler, Martin (* 1965), Schweizer Historiker
- Lengy, Tom (* 2006), israelischer Stabhochspringer
- Lengyel, Árpád (1915–1993), ungarischer Schwimmer
- Lengyel, Balázs (1918–2007), ungarischer Schriftsteller
- Lengyel, Drorit (* 1974), deutsche Pädagogin
- Lengyel, Edit (* 1983), ungarische Handballspielerin
- Lengyel, Emil (1895–1985), ungarisch-amerikanischer Journalist
- Lengyel, Eric, US-amerikanischer Informatiker und Spieleentwickler
- Lengyel, Gábor (* 1941), ungarisch-israelisch-deutscher Ingenieur, Manager und Rabbiner
- Lengyel, Imre (* 1977), ungarischer Wasserspringer
- Lengyel, Joseph L. (* 1959), US-amerikanischer General (USAF); Chief of the National Guard Bureau
- Lengyel, Kálmán (1900–1945), ungarischer Architekt und Designer
- Lengyel, Levente (1933–2014), ungarischer Schachmeister
- Lengyel, Menyhért (1880–1974), ungarischer Dramatiker, Journalist und Kritiker
- Lengyel, Olga (1908–2001), ungarisch-amerikanische Jüdin
- Lengyel, Peter M. (* 1946), US-amerikanischer Jazzmusiker, Komponist und Arrangeur
- Lengyel, Richard (1902–1940), ungarischer Kommunist, Journalist und Schriftsteller
- Lengyel, Rita (* 1973), deutsche Schauspielerin und Regisseurin
- Lengyel, Robert, österreichischer Fußballspieler
- Lengyel, Roman (* 1978), tschechischer Fußballspieler
- Lengyel, Susanne (* 1966), deutsche Industriedesignerin und Hochschullehrerin
- Lengyel, Tamás (* 1980), ungarischer Radsportler
- Lengyel, Zsolt K. (* 1960), ungarisch-deutscher Historiker und Politologe

### Lenh
- Lenhard, Hans (1853–1920), österreichischer Fotograf
- Lenhard, Hartmut (* 1947), deutscher Religionspädagoge
- Lenhard, Philipp (* 1980), deutscher Historiker
- Lenhard, Rebecca (* 1995), deutsche Politikerin (Bündnis 90/Die Grünen)Rebecca Lenhard (* 1995)

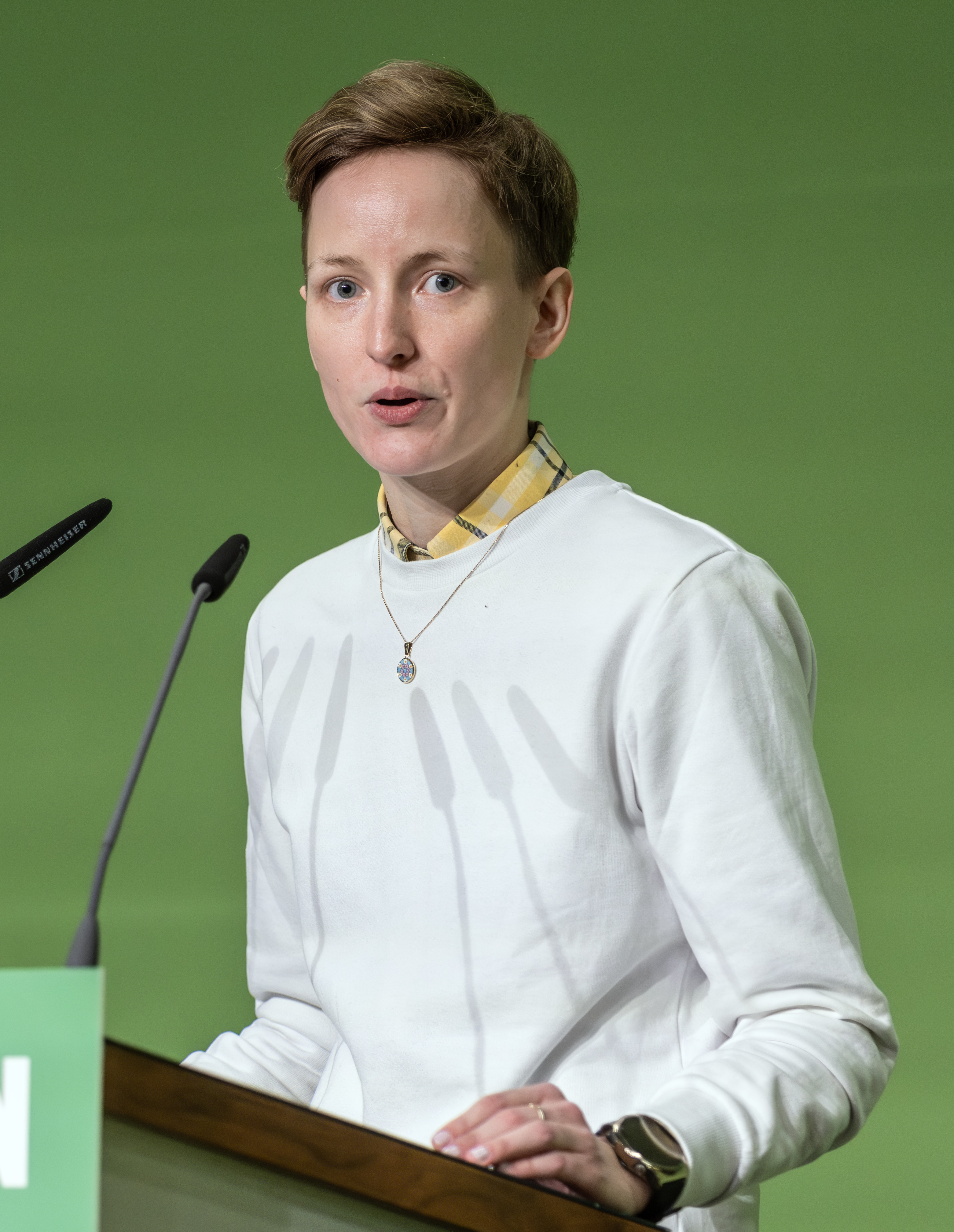
Rebecca Lenhard (* 1995)

- Lenhard, Wilhelm (1891–1953), deutscher Ministerialbeamter
- Lenhard, Ylenia (2001–2007), Schweizer Entführungsopfer
- Lenhardt, Elisabeth (1909–1974), Schweizer Lehrerin und Autorin von Kinderbüchern
- Lenhardt, Heinrich (* 1965), deutscher Computerspielejournalist
- Lenhardt, Javan, US-amerikanischer American-Football-Trainer
- Lenhardt, Johannes (1899–1966), deutscher Geistlicher
- Lenhardt, Kasia (1995–2021), polnisches Model
- Lenhardt, Kristin (* 1974), deutsche Schauspielerin
- Lenhardt, Oliver, deutscher Basketballspieler
- Lenhardt, Paul, deutscher Fußballspieler
- Lenhart, Franz (1898–1992), österreichisch-italienischer Grafiker und Maler (Südtirol)
- Lenhart, Georg (1869–1941), deutscher katholischer Geistlicher, Landtagsabgeordneter im Volksstaat Hessen
- Lenhart, Heidi (* 1973), US-amerikanische Schauspielerin
- Lenhart, Julius (1875–1962), österreichischer Turner
- Lenhart, Ludwig (1902–1971), deutscher Kirchenhistoriker
- Lenhart, Peter (1935–2013), deutscher Orthopäde und Sportarzt
- Lenhart, Roger (* 1958), deutscher Politiker (CDU), MdL
- Lenhart, Steven (* 1986), US-amerikanischer Fußballspieler
- Lenhart, Uwe (* 1968), deutscher Rechtsanwalt und Strafverteidiger
- Lenhart, Volker (1939–2023), deutscher Pädagoge
- Lenhartz, Gustav (1810–1871), deutscher Pfarrer und Konsistorialrat
- Lenhartz, Hermann (1854–1910), deutscher Arzt
- Lenhartz, Julius (1839–1926), deutscher Architekt und Bauunternehmer
- Lenhartz, Rudolf (1925–1987), deutscher Bergingenieur und Manager im Bergbau
- Lenherr, Charlotte (* 1970), Schweizer Dressurreiterin
- Lenherr, Hans-Peter (* 1948), Schweizer Politiker (FDP)
- Lenherr, Jonas (* 1989), Schweizer Freestyle-Skisportler
- Lenherr, Niklaus (* 1957), Schweizer Künstler
- Lenhof, Herbert Nikolaus (1936–2017), deutscher Ordensgeistlicher, römisch-katholischer Bischof von Queenstown
- Lenhoff, Arthur (1885–1965), österreichischer Rechtswissenschaftler, Universitätsprofessor und Verfassungsrichter
- Lenhoff, Bibi (* 2002), schwedische Schauspielerin
- Lenhossék, József von (1818–1888), Anatom und Hochschullehrer
- Lenhossék, Mihály Ignác von (1773–1840), Physiologe, Psychologe und Hochschullehrer
- Lenhossék, Mihály von (1863–1937), ungarischer Anatom und Hochschullehrer

### Leni
- Leni, Giovanni Battista (1573–1627), italienischer Kardinal und Bischof
- Leni, Paul (1885–1929), deutscher Grafiker, Bühnenbildner, Szenenbildner und RegisseurPaul Leni (1885–1929)

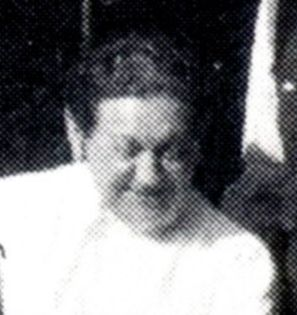
Paul Leni (1885–1929)

- Lenič, Luka (* 1988), slowenischer Schachgroßmeister
- Lenič, Stanislav (1911–1991), römisch-katholischer Weihbischof in Ljubljana
- Lenica, Jan (1928–2001), polnischer Grafiker
- Lenig, Fritz (1905–1955), deutscher, später niederländischer Arzt und Unternehmer; Widerstandskämpfer
- Lenige, Cynthia (1755–1780), friesische Dichterin
- Lenihan, Brian Joseph (1959–2011), irischer Politiker
- Lenihan, Brian senior (1930–1995), irischer Politiker
- Lenihan, Conor (* 1963), irischer Politiker
- Lenihan, Michael (* 1951), irischer Ordensgeistlicher, römisch-katholischer Erzbischof von San Pedro Sula in Honduras
- Lenihan, Michael J. (1865–1958), US-amerikanischer Offizier, Brigadegeneral der US Army
- Lenihan, Patrick (1902–1970), irischer Politiker
- Lenik, Ernst Wilhelm (* 1942), deutscher Schauspieler und Synchronsprecher
- Lenin, Wladimir Iljitsch (1870–1924), russischer kommunistischer Politiker, Kopf der Oktoberrevolution und Begründer der SowjetunionWladimir Iljitsch Lenin (1870–1924)

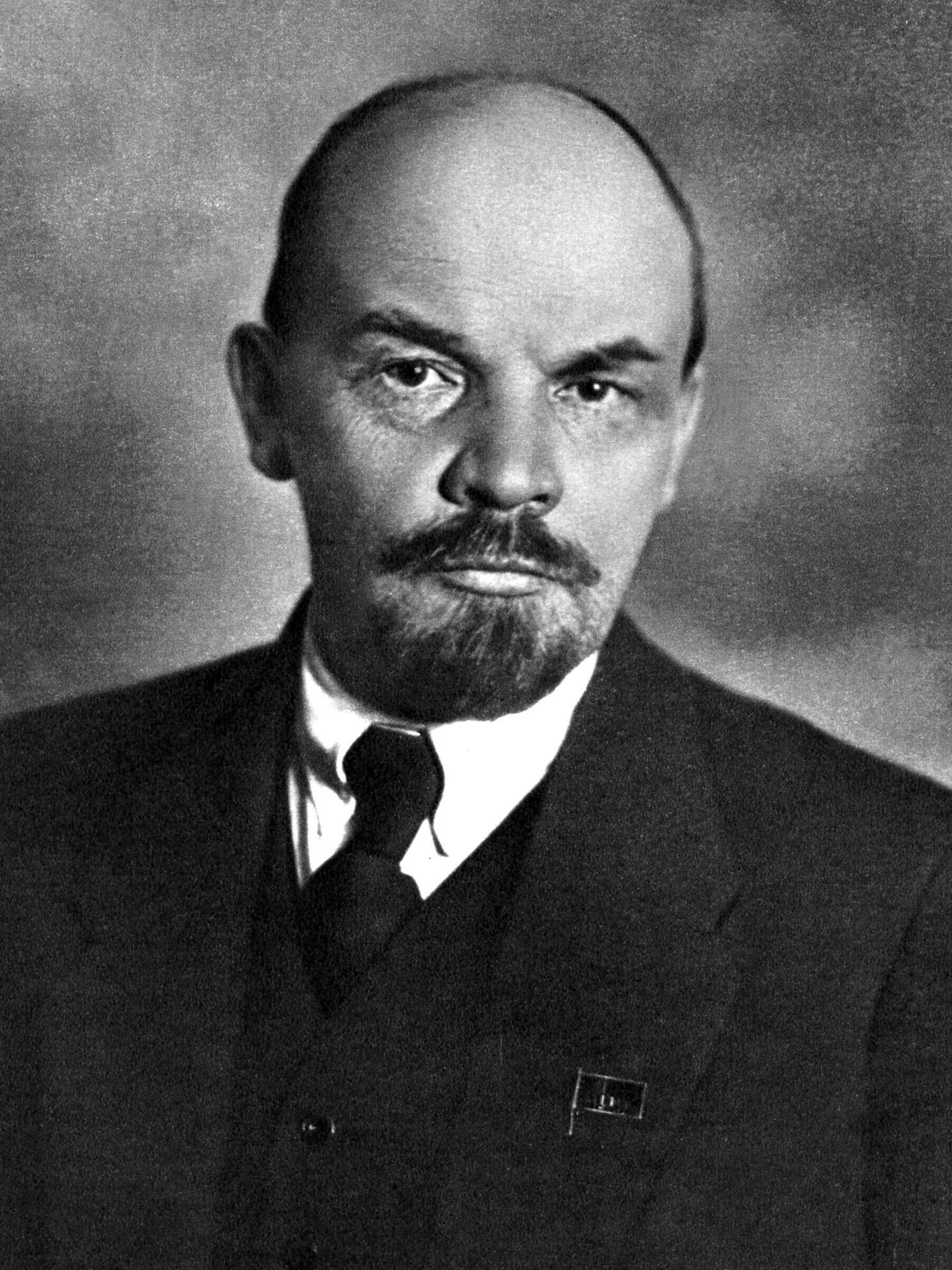
Wladimir Iljitsch Lenin (1870–1924)

- Lenine (* 1959), brasilianischer Musiker
- Lening, Johannes (1491–1566), deutscher evangelischer Theologe und Reformator
- Lenitzki, Günter (1925–2009), deutscher Politiker (SED)

### Lenj
- Lenjani, Ermir (* 1989), kosovarischer Fußballspieler

### Lenk
- Lenk von Wolfsberg, August (1821–1889), österreichischer Ministerialrat und Diplomat (Generalkonsul)
- Lenk von Wolfsberg, Jakob (1766–1837), österreichischer Offizier
- Lenk von Wolfsberg, Wilhelm (1809–1894), österreichischer Offizier und Wissenschaftler
- Lenk, Adolf (1903–1987), deutscher Gründer des NSDAP-Jugendbundes
- Lenk, Anne (* 1978), deutsche Theaterregisseurin
- Lenk, Annie (* 1976), deutsche Kostümbildnerin
- Lenk, Arne (* 1979), deutscher Schauspieler
- Lenk, Brunhilde (* 1903), österreichische Althistorikerin
- Lenk, Christian (1971–2022), deutscher Hochschullehrer, Philosoph
- Lenk, Christian Adolf (1801–1879), deutscher Diakon und evangelischer Pfarrer
- Lenk, Eberhard (* 1951), deutscher Maler
- Lenk, Elisabeth (1937–2022), deutsche Literaturwissenschaftlerin und Soziologin
- Lenk, Fabian (* 1963), deutscher SchriftstellerFabian Lenk (* 1963)

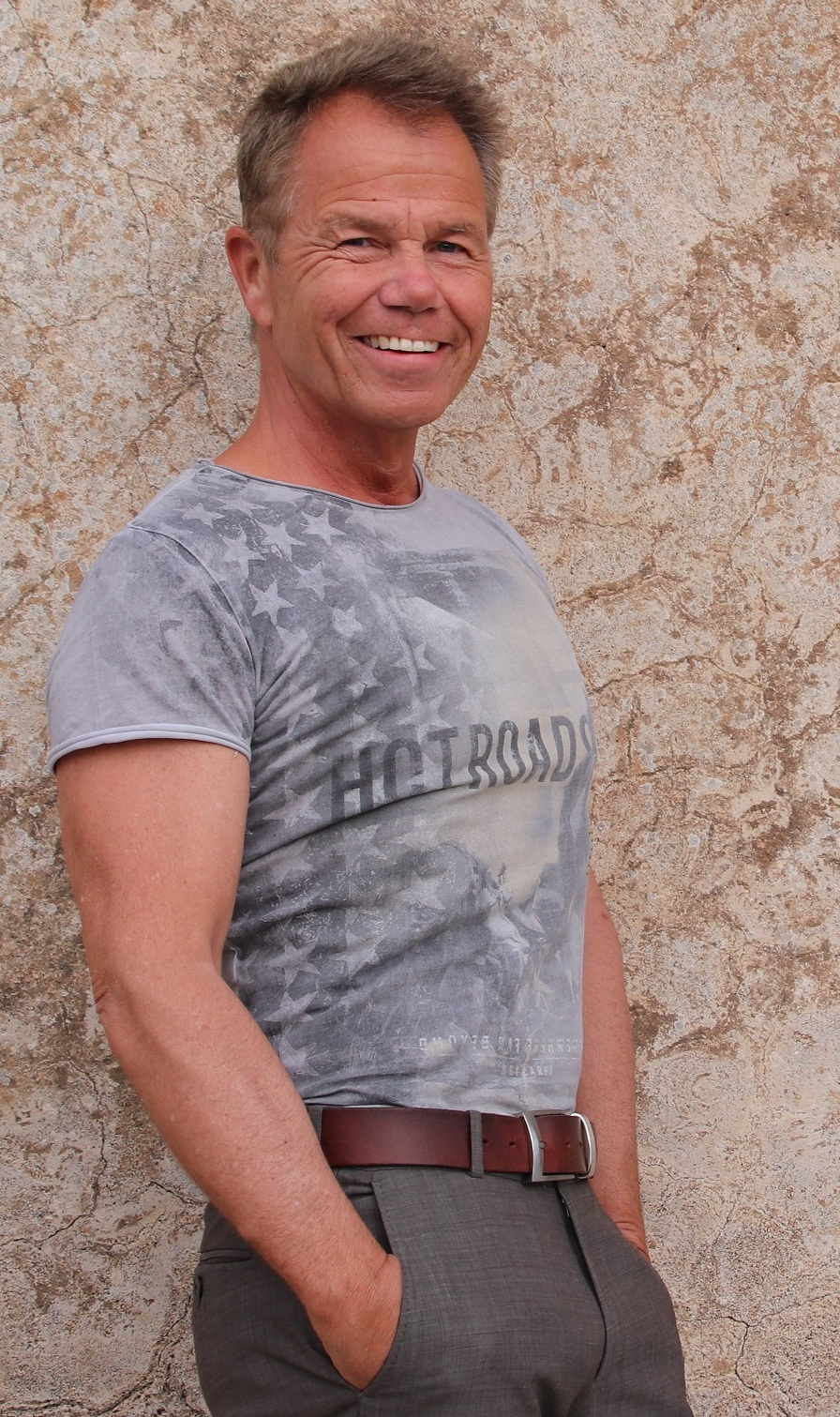
Fabian Lenk (* 1963)

- Lenk, Franz (1898–1968), deutscher Künstler
- Lenk, Friedemann (1929–2021), deutscher Bildhauer
- Lenk, Georg (* 1888), deutscher Politiker (NSDAP), MdR
- Lenk, Georg (1901–1977), deutscher Holzschnitzer
- Lenk, Gottfried (1921–2004), deutscher Fußballspieler
- Lenk, Hans (1863–1938), deutscher Geologe und Mineraloge
- Lenk, Hans (1904–1944), deutscher Kreishauptmann in Polen
- Lenk, Hans (1935–2024), deutscher Hochschullehrer, Philosoph und Leistungssportler
- Lenk, Ilona (* 1964), deutsche Malerin, Bühnen- und Kostümbildnerin
- Lenk, Joachim (* 1962), deutscher Journalist, Fotojournalist und Autor
- Lenk, Klaus (* 1940), deutscher Verwaltungswissenschaftler und Hochschullehrer
- Lenk, Kurt (1898–1952), deutscher Fußballtorhüter
- Lenk, Kurt (1929–2022), deutscher Politikwissenschaftler
- Lenk, Margarete (1841–1917), deutsche Schriftstellerin
- Lenk, Maria (1915–2007), brasilianische Schwimmerin
- Lenk, Miriam (* 1975), deutsche Bildhauerin
- Lenk, Peter (* 1947), deutscher Bildhauer
- Lenk, Robin (* 1984), deutscher Fußballspieler und -trainer
- Lenk, Rudolf (1886–1966), österreichischer Pädagoge, Autor und Politiker (NSDAP)
- Lenk, Tassilo (* 1948), deutscher Politiker (CDU), Landrat des Vogtlandkreises
- Lenk, Thomas (1933–2014), deutscher Grafiker und Bildhauer
- Lenk, Tom (* 1976), US-amerikanischer Schauspieler
- Lenk, Ulrich (1966–2015), deutscher Schauspieler
- Lenk, Wolfgang (* 1966), deutscher Musiker und Musikproduzent
- Lenka (* 1978), australische PopsängerinLenka (* 1978)

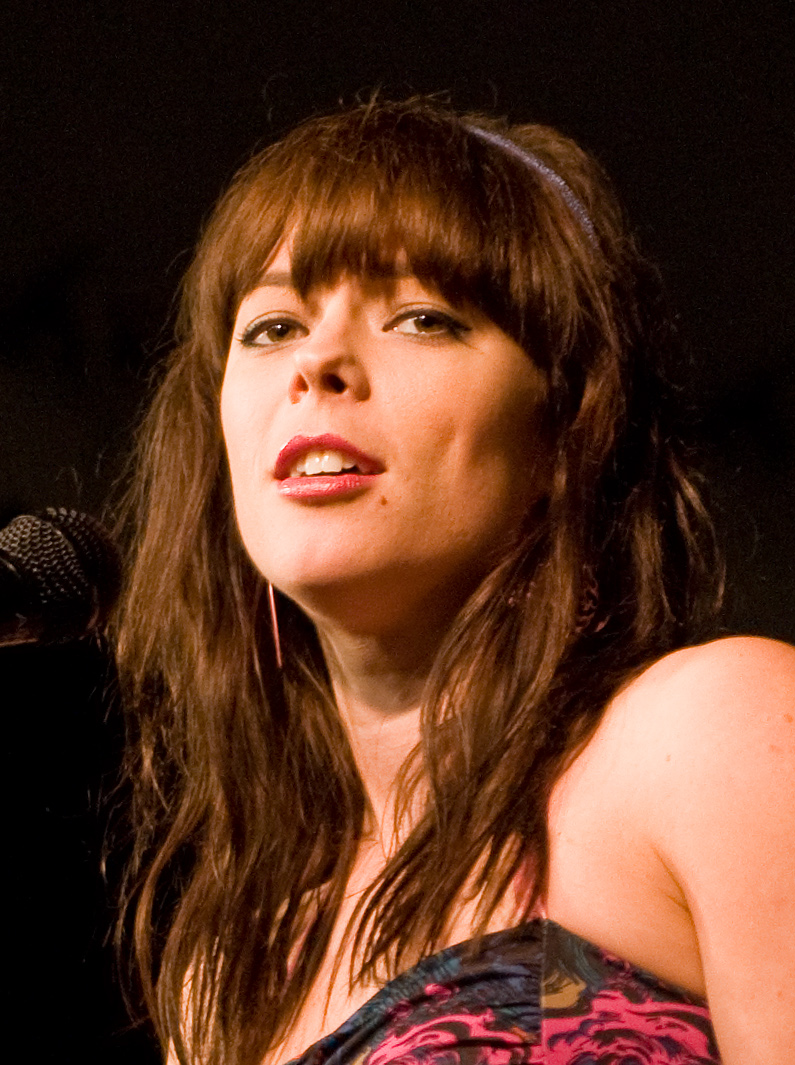
Lenka (* 1978)

- Lenke, Elisa (* 1991), deutsche Shorttrackerin
- Lenke, Hans von (1837–1917), preußischer General der Kavallerie
- Lenke, Ina (* 1948), deutsche Politikerin (FDP), MdL, MdB
- Lenkeffy, Ica von (1896–1955), ungarische Bühnen- und Stummfilmschauspielerin
- Lenkeit, Antje (* 1953), deutsche Theaterregisseurin
- Lenkeit, Kevin (* 1985), deutscher Politiker (SPD), MdBB
- Lenker, Adrianne (* 1991), US-amerikanische Folk- und Rock-MusikerinAdrianne Lenker (* 1991)

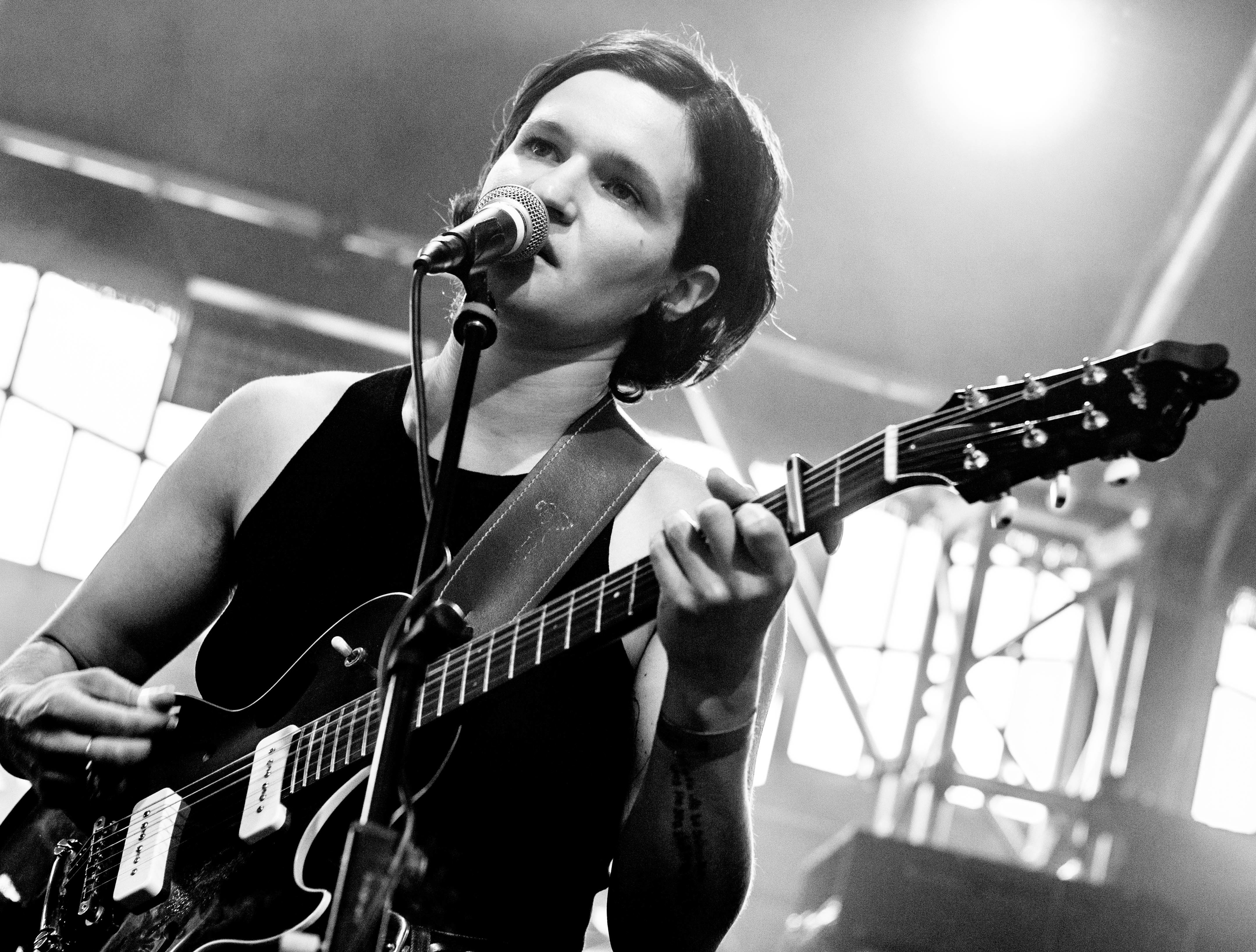
Adrianne Lenker (* 1991)

- Lenker, Ursula (* 1963), deutsche Anglistin
- Lenkert, Ralph (* 1967), deutscher Politiker (Die Linke), MdB
- Lenkiewicz, Gabriel (1722–1798), Generalvikar der Societas Jesu (Jesuitenorden)
- Lenkiewicz, Rebecca (* 1968), britische Dramatikerin und Drehbuchautorin
- Leňko, Jiří (* 1985), tschechischer Fußballspieler
- Lenkov, Peter M. (* 1964), kanadisch-US-amerikanischer Film- und Fernsehproduzent und Drehbuchautor
- Lenkova, claire, deutsche Illustratorin, Künstlerin und Comiczeichnerin
- Lenković, Ivan († 1569), kroatischer Uskoke

### Lenn
- Lenn, Pamina (* 1994), deutsche Musicaldarstellerin
- Lennard, Thomas, 1. Earl of Sussex (1654–1715), englischer Adliger und Politiker
- Lennard-Jones, John (1894–1954), britischer Mathematiker und Physiker
- Lennart, Isobel (1915–1971), US-amerikanische Drehbuchautorin und Schriftstellerin
- Lennartsson, Benny (* 1942), schwedischer Fußballspieler und -trainer
- Lennartsson, Bo (1955–2020), schwedischer Eishockeyspieler, -trainer und -funktionär
- Lennartsson, Emelie (* 1986), schwedische Badmintonspielerin
- Lennartsson, Jan (* 1981), schwedischer Handballspieler
- Lennartsson, Jörgen (* 1965), schwedischer Fußballtrainer
- Lennartsson, Stina (* 1997), schwedische Fußballspielerin
- Lennartz, Caspar (1879–1949), deutscher Architekt sowie Lehrer an Kunstgewerbeschulen
- Lennartz, Elisabeth (1902–2001), deutsche SchauspielerinElisabeth Lennartz (1902–2001)

Elisabeth Lennartz (1902–2001)

- Lennartz, Eva (* 1987), deutsche Handballspielerin
- Lennartz, Franz (1910–2003), deutscher Schriftsteller und Rezensent
- Lennartz, Hans-Albert (* 1949), deutscher Politiker (Bündnis 90/Die Grünen), MdL und Rechtswissenschaftler
- Lennartz, Jannis (* 1986), deutscher Rechtswissenschaftler und Hochschullehrer
- Lennartz, Johann Heinrich (1896–1975), deutscher Politiker (Zentrumspartei), Bürgermeister
- Lennartz, Jürgen (* 1957), deutscher Politiker (CDU)
- Lennartz, Karl (1940–2014), deutscher Sporthistoriker
- Lennartz, Klaus (1944–2019), deutscher Politiker (SPD), MdB
- Lennartz, Klaus (* 1963), deutscher Klassischer Philologe
- Lennartz, Leonhard (1896–1976), deutscher Politiker und Landrat (SPD)
- Lennartz, Monika (* 1938), deutsche Schauspielerin und Hörspielsprecherin
- Lennartz, Norbert (* 1963), deutscher Anglist und Hochschullehrer
- Lennartz, Thomas (* 1971), deutscher Organist und Hochschullehrer
- Lennartz-Lohrengel, Birgit (* 1965), deutsche Marathon-, Ultramarathon- und BergläuferinBirgit Lennartz-Lohrengel (* 1965)

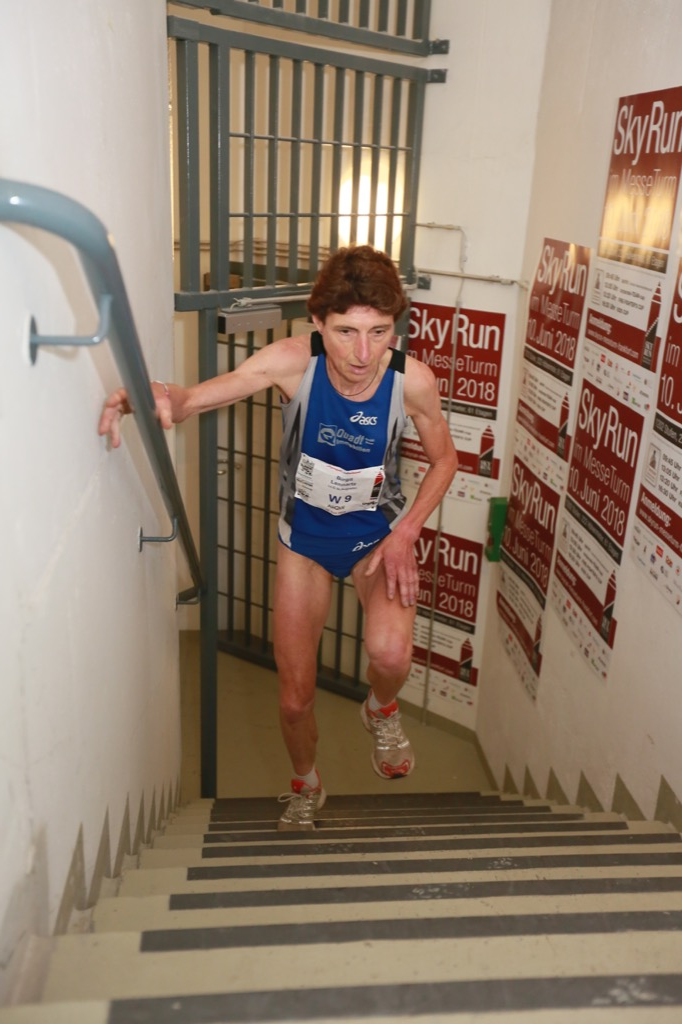
Birgit Lennartz-Lohrengel (* 1965)

- Lenné, Albert (1878–1958), katholischer Geistlicher
- Lenne, Arthur (* 2001), französischer Handballspieler
- Lenné, Clemens (1793–1882), preußischer Landrat des Landkreises Mayen
- Lenné, Elsbeth (1899–1988), deutsche Kunsthandwerkerin
- Lenné, Erich (1893–1987), deutscher Goldschmied und Metallgestalter
- Lenné, Peter Joseph (1789–1866), deutscher Gärtner und LandschaftsarchitektPeter Joseph Lenné (1789–1866)

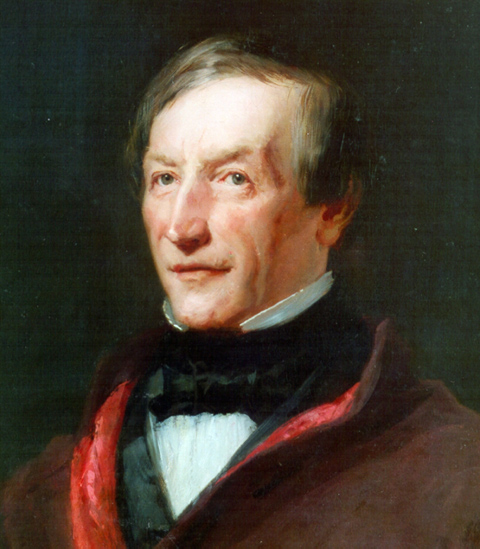
Peter Joseph Lenné (1789–1866)

- Lenne, Yanis (* 1996), französischer Handballspieler
- Lenneberg, Eric Heinz (1921–1975), deutsch-US-amerikanischer Linguist und Hochschullehrer
- Lenneberg, Robert (1887–1965), deutscher Kinderarzt
- Lenneis, Eva, österreichische Archäologin
- Lennemann, Wilhelm (1875–1963), deutscher Schriftsteller
- Lennep, Christiaan van (1887–1955), niederländischer Tennisspieler
- Lennep, David Jacob van (1774–1853), niederländischer Jurist und Philologe
- Lennep, Elias van († 1692), niederländischer Kupferstecher, Mathematiker und Ingenieur
- Lennep, Emiel van (1915–1996), niederländischer Beamter
- Lennep, Gijs van (* 1942), niederländischer Automobilrennfahrer
- Lennep, Heinrich van († 1720), niederländischer Kupferstecher und Ingenieur
- Lennep, Hester van (1916–2000), niederländische Widerstandskämpferin gegen den Nationalsozialismus
- Lennep, Jacob van (1802–1868), niederländischer Schriftsteller
- Lennep, Johannes Daniël van (1724–1771), niederländischer Altphilologe
- Lennep, Roelof van (1876–1951), niederländischer Tennisspieler
- Lenner, Franz (* 1903), deutscher SS-Führer
- Lenners, Claude (* 1956), luxemburgischer Komponist
- Lenners, Rudy (* 1952), belgischer Schlagzeuger bei den Scorpions (1975–1977)
- Lennert, Emilie (1931–2019), grönländische Politikerin (Atassut)
- Lennert, Frederik (* 1900), grönländischer Landesrat
- Lennert, Karl (1921–2012), deutscher Pathologe und emeritierter Hochschullehrer
- Lennert, Lida Skifte (* 1971), grönländische Diplomatin
- Lennert, Lise Skifte (* 1948), grönländische Politikerin (Siumut), Lehrerin und Frauenrechtlerin
- Lennert, Miillaaraq (* 1988), grönländische Bildungswissenschaftlerin und ehemalige Biathletin und Skilangläuferin
- Lennert, Peter (* 1949), deutscher Politiker (CDU), MdL
- Lennert, Rudolf (1904–1988), deutscher Pädagoge
- Lennert, Simon (* 1964), grönländischer Politiker (Inuit Ataqatigiit) und Lehrer
- Lennert-Sandgreen, Angajo (* 1986), grönländischer Schauspieler, Sänger und Fernsehmoderator
- Lennerts, Kunibert (* 1963), deutscher Universitätsprofessor und Unternehmer
- Lennertz, Christopher (* 1972), US-amerikanischer Komponist (Film-, Fernseh- und Videospielmusik)
- Lennertz, Horst (* 1942), deutscher Manager
- Lennerz, Heinrich (1880–1961), deutscher Theologe
- Lennevald, John Dhani (* 1984), schwedischer Sänger, Tänzer und ModellJohn Dhani Lennevald (* 1984)

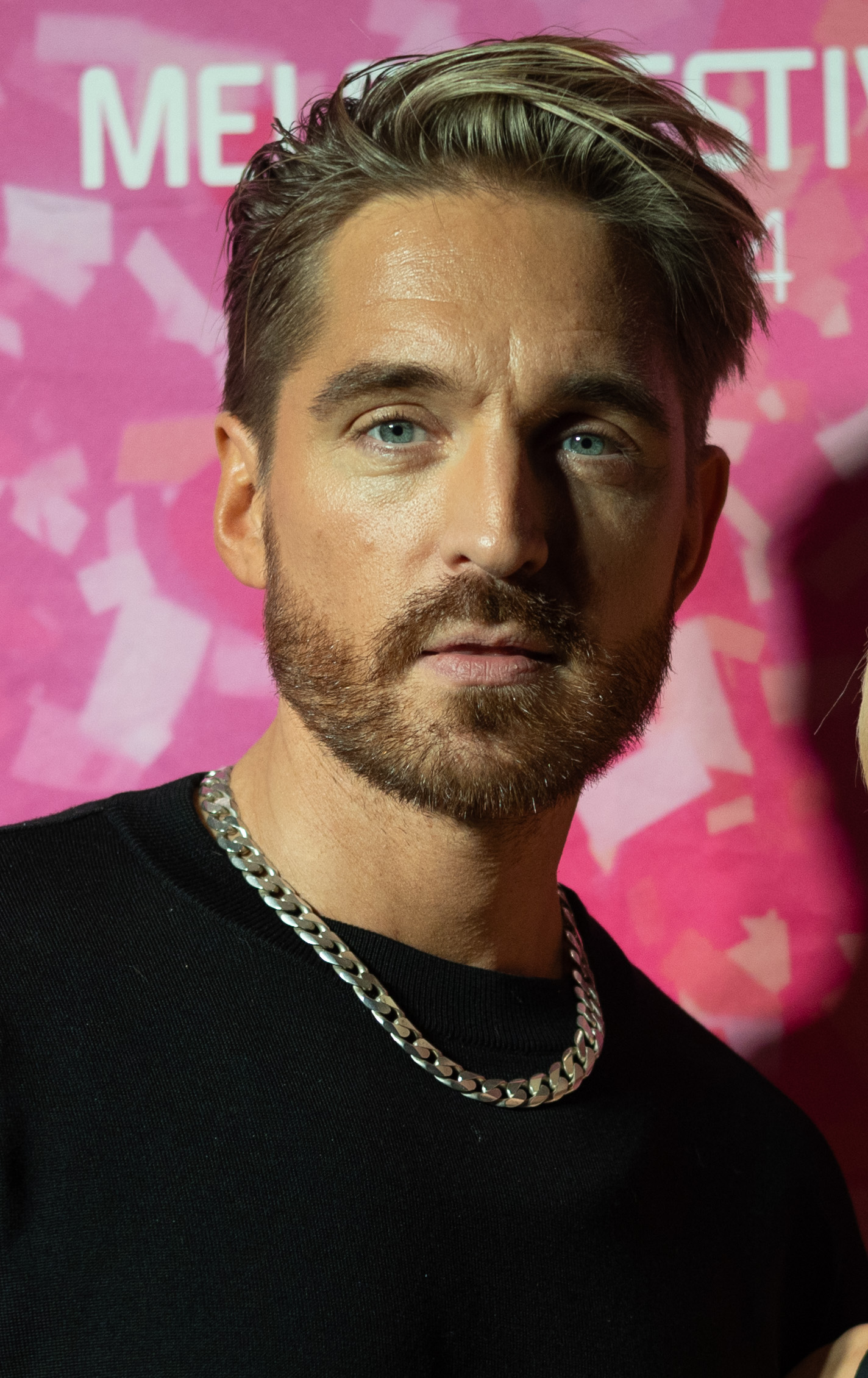
John Dhani Lennevald (* 1984)

- Lenney, Dinah (* 1956), US-amerikanische Schauspielerin und Autorin
- Lenney, Ralph (1895–1971), englischer Fußballspieler
- Lenngren, Anna Maria (1754–1817), schwedische Schriftstellerin
- Lennhoff, Carl (1883–1963), deutscher Mediziner und Professor
- Lennhoff, Sally (1871–1943), Opfer des Holocaust
- Lenni-Kim (* 2001), kanadischer Popsänger und Schauspieler
- Lennich, Gerhard Wilbrand, Bochumer Bürgermeister
- Lennie, Angus (1930–2014), britischer Schauspieler in Film, Fernsehen und Theater
- Lennie, Bárbara (* 1984), spanische Schauspielerin
- Lennie, Chris, Baron Lennie (* 1953), britischer Politiker
- Lennie, Ernie (* 1953), kanadischer Skilangläufer
- Lennig, Adam Franz (1803–1866), deutscher Theologe
- Lennig, Calvin (* 1993), deutscher Jazzmusiker (Bass)
- Lennig, Friedrich (1796–1838), deutscher Dialektdichter
- Lennig, Stephan (* 1975), deutscher Hochschullehrer und Kirchenmusiker
- Lennig, Walter (1902–1968), deutscher Kulturjournalist und Biograf
- Lenniger, Burkhard (* 1955), deutscher Dokumentarfilmer, Drehbuchautor, Kameramann, Filmeditor, Regisseur und Filmproduzent
- Lennings, Manfred (1934–2008), deutscher Manager
- Lennings, Martin (1904–1962), deutscher SA-Angehöriger
- Lennix, Harry J. (* 1964), US-amerikanischer Schauspieler
- Lennkh, Rudolf (* 1953), österreichischer Diplomat
- Lennman, Sara (* 1996), schwedische Leichtathletin
- Lennon, Aaron (* 1987), englischer Fußballspieler
- Lennon, Alton Asa (1906–1986), US-amerikanischer Politiker (Demokratische Partei)
- Lennon, Cynthia (1939–2015), erste Ehefrau John LennonsCynthia Lennon (1939–2015)

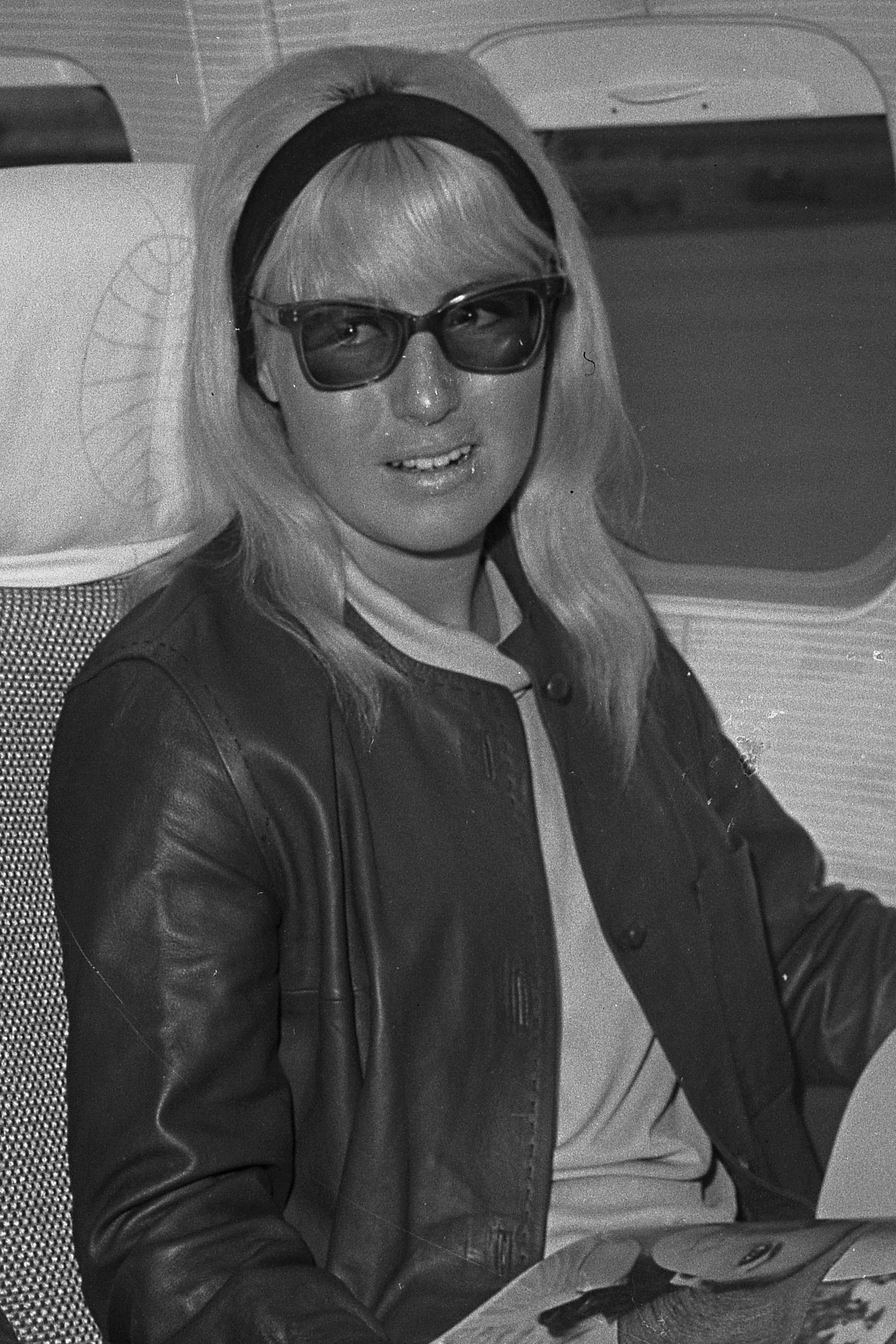
Cynthia Lennon (1939–2015)

- Lennon, Dermott (* 1969), irischer Springreiter
- Lennon, Diana (1949–2018), neuseeländische Medizinerin und Hochschullehrerin
- Lennon, J. Robert (* 1970), amerikanischer Autor, Musiker und Komponist
- Lennon, Jarrett (* 1982), US-amerikanischer Schauspieler und Synchronsprecher
- Lennon, John (1940–1980), britischer Musiker (The Beatles)John Lennon (1940–1980)

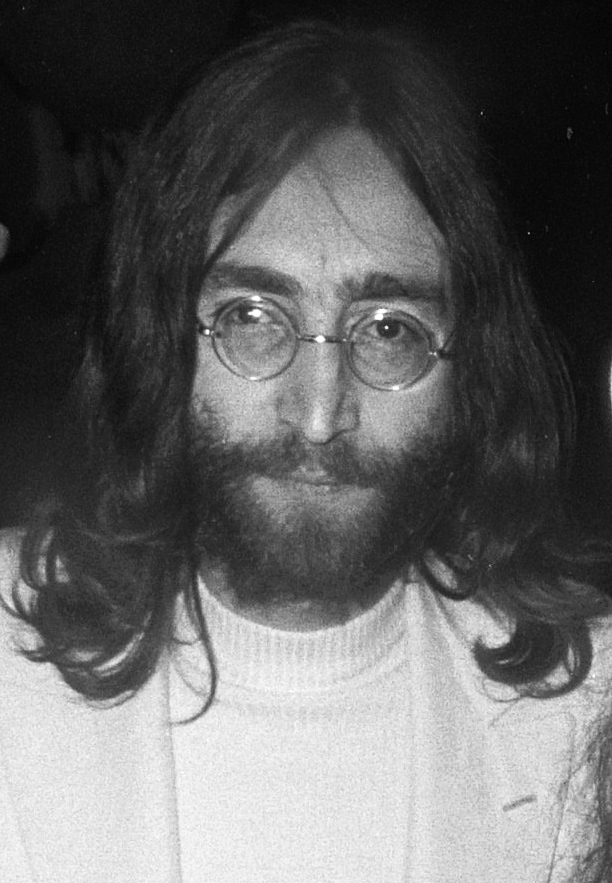
John Lennon (1940–1980)

- Lennon, Julian (* 1963), englischer Musiker und Komponist
- Lennon, Lacy (* 1997), US-amerikanische Pornodarstellerin
- Lennon, Neil (* 1971), nordirischer Fußballspieler und -trainer
- Lennon, Patrick (* 1964), britischer Schriftsteller und Unternehmer
- Lennon, Paul (* 1955), australischer Politiker
- Lennon, Richard Gerard (1947–2019), US-amerikanischer Geistlicher, emeritierter römisch-katholischer Bischof von Cleveland
- Lennon, Sean (* 1975), US-amerikanischer Musiker
- Lennon, Steve (* 1993), irischer Dartspieler
- Lennon, Thomas, US-amerikanischer Filmproduzent, Filmregisseur, Drehbuchautor und Dokumentarfilmer
- Lennon, Thomas (* 1970), US-amerikanischer Schauspieler, Drehbuchautor und Produzent
- Lennon-Ford, Luke (* 1989), britisch-irischer Sprinter
- Lennox, Annie (* 1954), britische PopsängerinAnnie Lennox (* 1954)

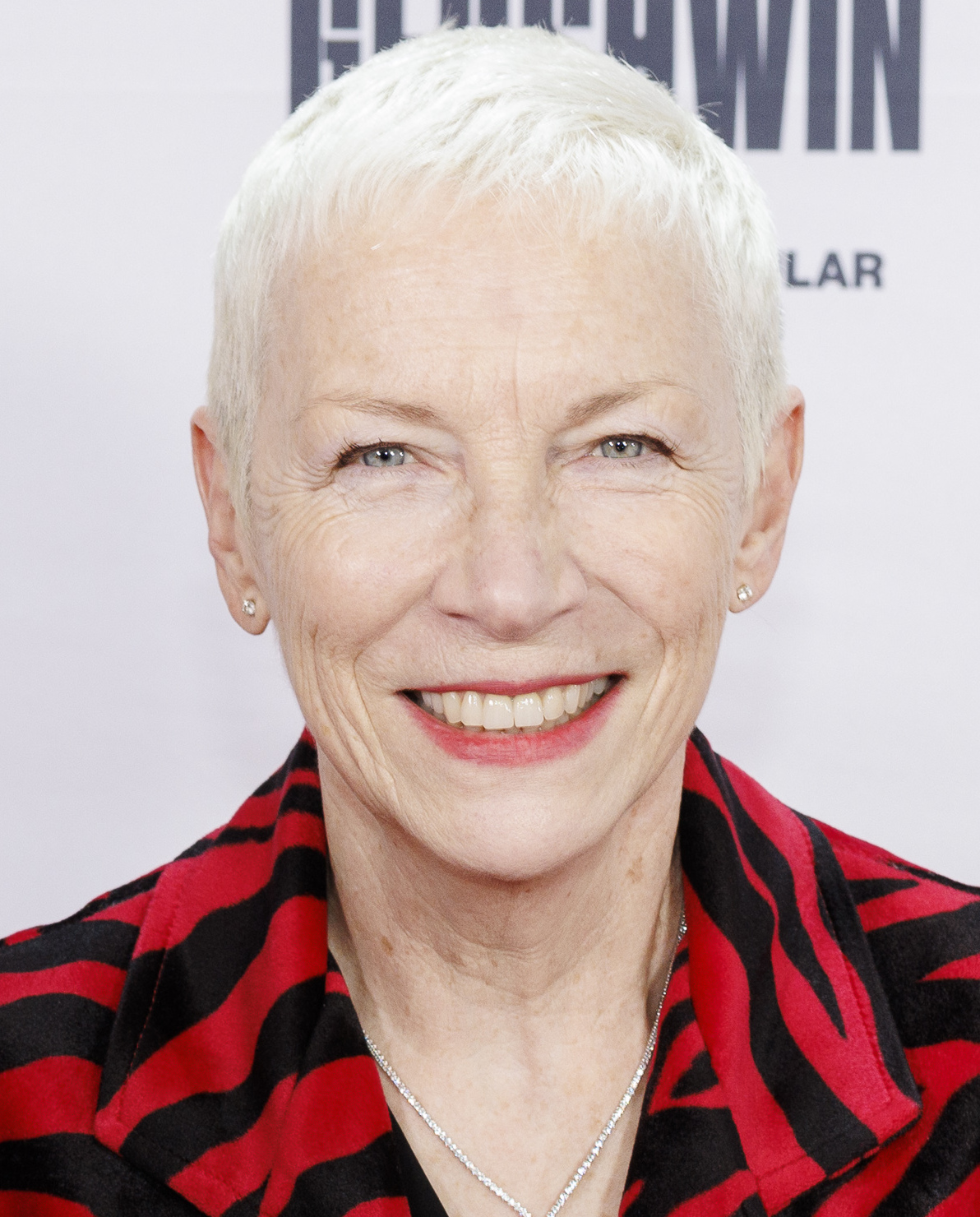
Annie Lennox (* 1954)

- Lennox, Ari (* 1991), US-amerikanische R&B-Sängerin
- Lennox, Betty (* 1976), US-amerikanische Basketballspielerin
- Lennox, Bobby (* 1943), schottischer Fußballspieler
- Lennox, Caroline, 1. Baroness Holland (1723–1774), britische Adlige
- Lennox, Charles, 1. Duke of Richmond (1672–1723), außerehelicher Sohn von König Karl II., Lord High Admiral von Schottland
- Lennox, Charles, 2. Duke of Richmond (1701–1750), britischer Adliger
- Lennox, Charles, 3. Duke of Richmond (1735–1806), britischer Adliger, Feldmarschall und Politiker
- Lennox, Charles, 4. Duke of Richmond (1764–1819), britischer Adliger, General und Politiker
- Lennox, Charlotte (1730–1804), englische Schriftstellerin, Dramatikerin, Dichterin und Übersetzerin
- Lennox, Doug (1938–2015), kanadischer Schauspieler, Radiomoderator und Sachbuchautor
- Lennox, John (* 1943), britischer Mathematiker
- Lennox, Judith (* 1953), britische Schriftstellerin
- Lennox, Michael, nordirischer Regisseur
- Lennox, William G. (1884–1960), US-amerikanischer Neurologe
- Lennox, William J. Jr. (* 1949), US-amerikanischer Militär, General der US Army
- Lennox-Boyd, Alan, 1. Viscount Boyd of Merton (1904–1983), britischer Politiker, Mitglied des House of Commons und des House of Lords
- Lenny, Bill (1924–1989), britischer Filmeditor
- Lenny, Kai (* 1992), amerikanischer Surfsportler

### Leno
- Leno, Bernd (* 1992), deutscher Fußballtorwart
- Leno, Charles Jr. (* 1991), US-amerikanischer American-Football-Spieler
- Leno, Jay (* 1950), US-amerikanischer Komiker und FernsehmoderatorJay Leno (* 1950)

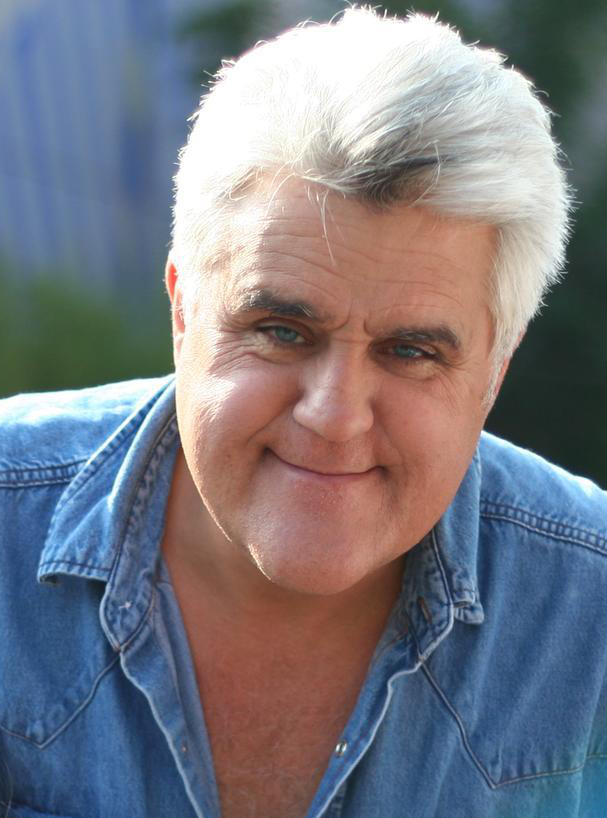
Jay Leno (* 1950)

- Leno, Mark (* 1951), US-amerikanischer Politiker
- Lenoble, Emile (1875–1940), französischer Keramiker
- LeNoble, Martyn (* 1969), niederländischer Musiker
- Lenoble, Robert (1902–1959), französischer Wissenschaftshistoriker
- Lenoci, Gianni (1963–2019), italienischer Pianist
- Lenoir, Alexandre (1761–1839), französischer Kunsthistoriker und Archäologe
- Lenoir, Charles Amable (1860–1926), französischer Maler
- Lenoir, Denis (* 1949), französischer Kameramann
- Lenoir, Deommodore (* 1999), US-amerikanischer American-Football-Spieler
- Lenoir, Dieter (* 1935), deutscher Chemiker
- LeNoir, Étienne (1699–1778), französischer Uhrmachermeister
- Lenoir, Étienne (1744–1832), französischer Instrumentenbauer
- Lenoir, Étienne (1822–1900), französischer Erfinder und Geschäftsmann
- Lenoir, Frédéric (* 1962), französischer Religionswissenschaftler und Soziologe
- Lenoir, George André (1825–1909), deutscher Chemiker und Physiker
- Lenoir, J. B. (1929–1967), US-amerikanischer Blues-Gitarrist
- Lenoir, Jean-Charles-Pierre (1732–1807), französischer Polizeileutnant und königlicher Bibliothekar
- Lenoir, Noëlle (* 1948), französische Verfassungsrichterin und Politikerin
- Lenoir, Noémie (* 1979), französisches Model und SchauspielerinNoémie Lenoir (* 1979)

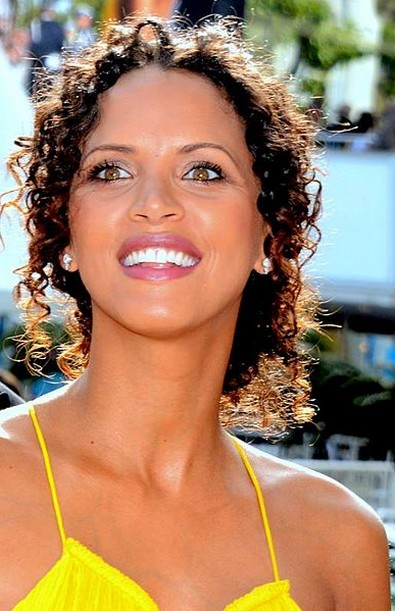
Noémie Lenoir (* 1979)

- Lenoir, Pierre (1879–1953), französischer Bildhauer und Medailleur
- Lenoir, Timothy (* 1948), US-amerikanischer Wissenschaftshistoriker und Professor
- Lenoir, William B. (1939–2010), US-amerikanischer Astronaut
- LeNoire, Rosetta (1911–2002), US-amerikanische Schauspielerin
- Lenoncourt, Henri III. de († 1584), französischer Adliger und Höfling aus dem Haus Lenoncourt
- Lenoncourt, Marie Sidonia de (1650–1685), französische Aristokratin und Memorialistin aus dem Haus Lenoncourt
- Lénoncourt, Philippe de (1527–1592), französischer Kardinal
- Lenoncourt, Robert I. de († 1532), Erzbischof von Tours; Erzbischof von Reims
- Lénoncourt, Robert II. de († 1561), französischer Kardinal
- Lenorman, Gérard (* 1945), französischer Sänger und ChansonnierGérard Lenorman (* 1945)

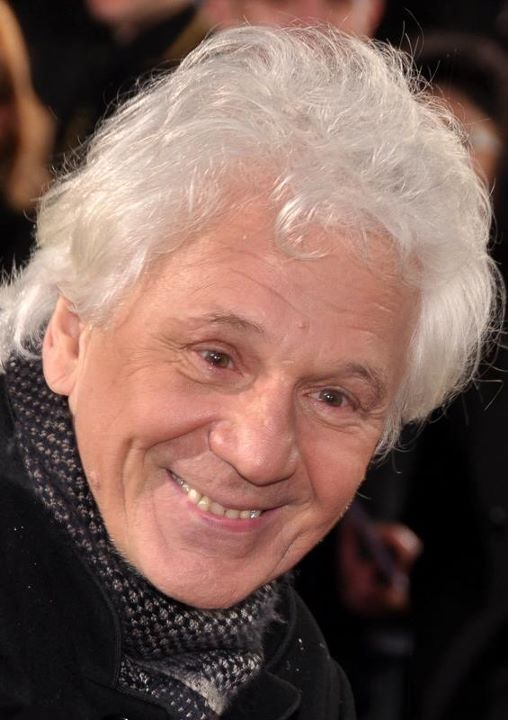
Gérard Lenorman (* 1945)

- Lenormand, Henri-René (1882–1951), französischer Schriftsteller und Dramatiker
- Lenormand, Louis-Sébastien (1757–1837), französischer Physiker, Erfinder und Pionier des Fallschirmspringens
- Lenormand, Marie Anne (1772–1843), französische Wahrsagerin
- Lenormand, Sébastien René (1796–1871), französischer Botaniker
- Lenormant, Charles (1802–1859), französischer Archäologe und Ägyptologe
- Lenormant, François (1837–1883), französischer Historiker und Archäologe, zugleich einer der Hauptvertreter der Assyriologie in Frankreich
- Lenôtre, G. (1855–1935), französischer Historiker und Mitglied der Académie française
- Lenôtre, Gaston (1920–2009), französischer Konditor, Chocolatier, Unternehmer und Autor
- Lenoury, Henri-Marie (1771–1839), französischer Divisionsgeneral der Artillerie
- Lenox, Adriane (* 1956), US-amerikanische Schauspielerin
- Lenox, Bob (1944–2010), US-amerikanischer Musiker und Songwriter
- Lenox, James (1800–1880), US-amerikanischer Künstler, Kunsthändler und Mäzen
- Lenox, Walter (1817–1874), US-amerikanischer Politiker

### Lenr
- Lenroot, Irvine (1869–1949), US-amerikanischer Jurist und Politiker

### Lens
- Lens, Amelie (* 1990), belgische Techno-DJ, Musikproduzentin und ModelAmelie Lens (* 1990)

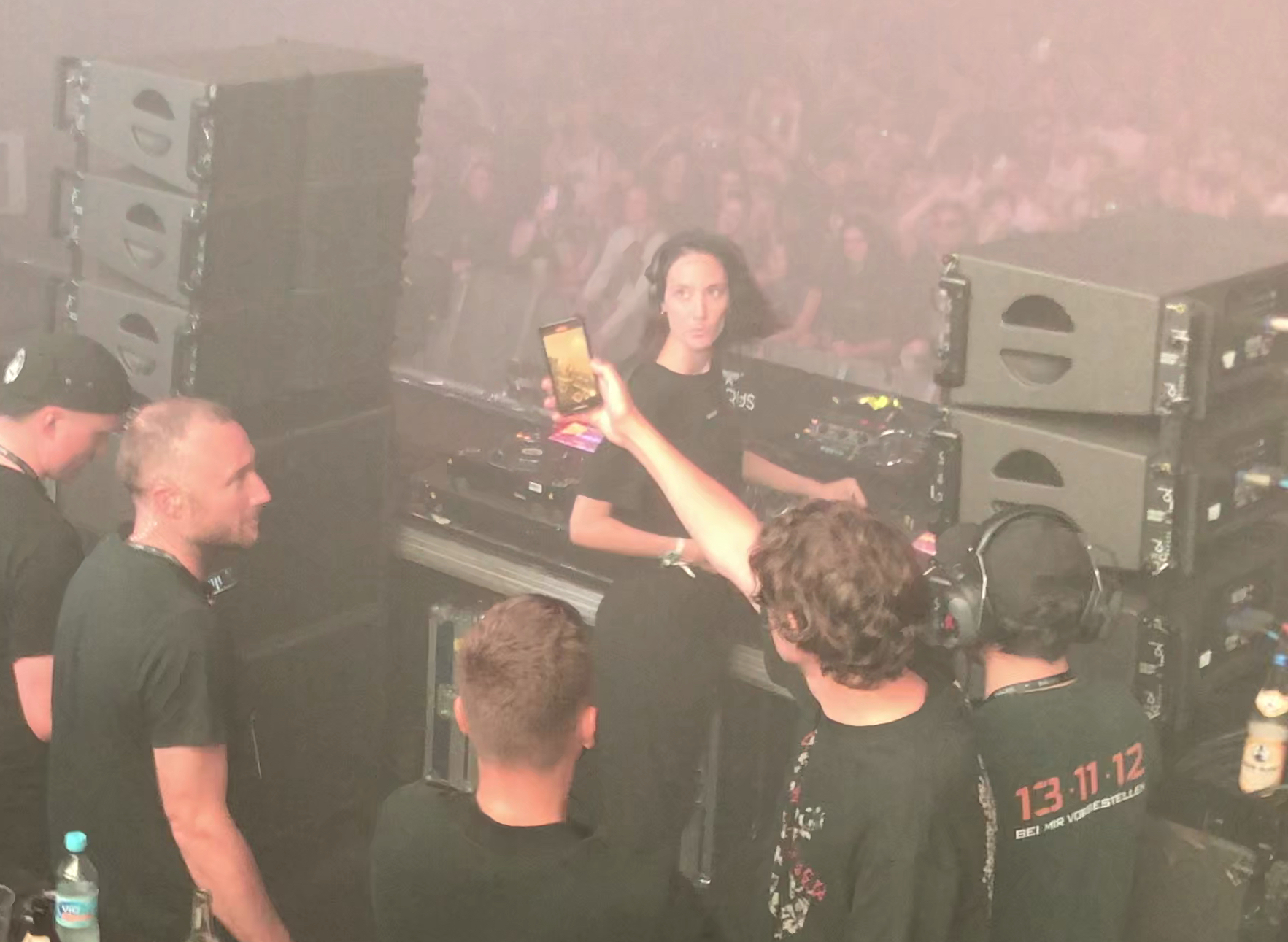
Amelie Lens (* 1990)

- Lens, Anton (1884–1955), niederländischer Fußballspieler
- Lens, Conny (* 1951), deutscher Krimischriftsteller
- Lens, Dennis (* 1977), niederländischer Badmintonspieler
- Lens, Jeremain (* 1987), niederländisch-surinamischer Fußballspieler
- Lens, Nicholas (* 1957), belgischer Autor und Komponist
- Lensch, Friedrich (1898–1976), deutscher lutherischer Geistlicher und Leiter der Alsterdorfer Anstalten
- Lensch, Günter (* 1930), deutscher Mineraloge
- Lensch, Jürgen (1925–2011), deutscher Tierarzt und Hochschullehrer
- Lensch, Otto (1891–1975), deutscher Kapitän zur See der Reserve der Kriegsmarine
- Lensch, Paul (1873–1926), deutscher Journalist, Hochschullehrer und Politiker (SPD), MdR
- Lenschau, Hermann (1911–1977), deutscher Schauspieler
- Lenschau, Thomas (1866–1943), deutscher Althistoriker und Gymnasiallehrer
- Lenschow, Wilhelm (1878–1937), deutscher Architekt
- Lensdorf, Benno (* 1943), deutscher Politiker (CDU)
- Lense, Benjamin (* 1978), deutscher Fußballspieler
- Lense, Josef (1890–1985), österreichischer Mathematiker
- Lense, Sascha (* 1975), deutscher Fußballspieler
- Lense-Møller, Lise (* 1957), dänische Filmproduzentin
- Lenshina, Alice († 1978), sambische Kirchengründerin und Prophetin
- Lensing, Christoph (* 1969), deutscher Voltigierer
- Lensing, Eduard (1920–2004), deutscher Landwirt und Politiker (CDU), MdB
- Lensing, Elise (1804–1854), deutsche Gönnerin und Geliebte Friedrich Hebbels
- Lensing, Felix (1859–1924), deutscher Politiker (Zentrum), MdR
- Lensing, Gisbert (1783–1856), zunächst Kanoniker, dann Gutsherr und Politiker
- Lensing, Helmut (* 1961), deutscher Historiker und Autor
- Lensing, Jörg Udo (* 1960), deutscher Komponist und Hochschullehrer
- Lensing, Lambert (1889–1965), deutscher Zeitungsverleger und Politiker (CDU), MdL
- Lensing, Leo A. (* 1948), US-amerikanischer Literaturwissenschaftler und Germanist
- Lensing, Puck (* 1975), deutscher Musiker
- Lensing, Sascha (* 1973), deutscher Politiker (AfD)
- Lensing, Thorsten (* 1969), deutscher Theaterregisseur
- Lensing, Werner (1938–2020), deutscher Politiker (CDU), MdB
- Lensing-Wolff, Florian (1930–2011), deutscher Zeitungsverleger
- Lenska, Julia E. (* 1988), deutsche Schauspielerin und ModeratorinJulia E. Lenska (* 1988)

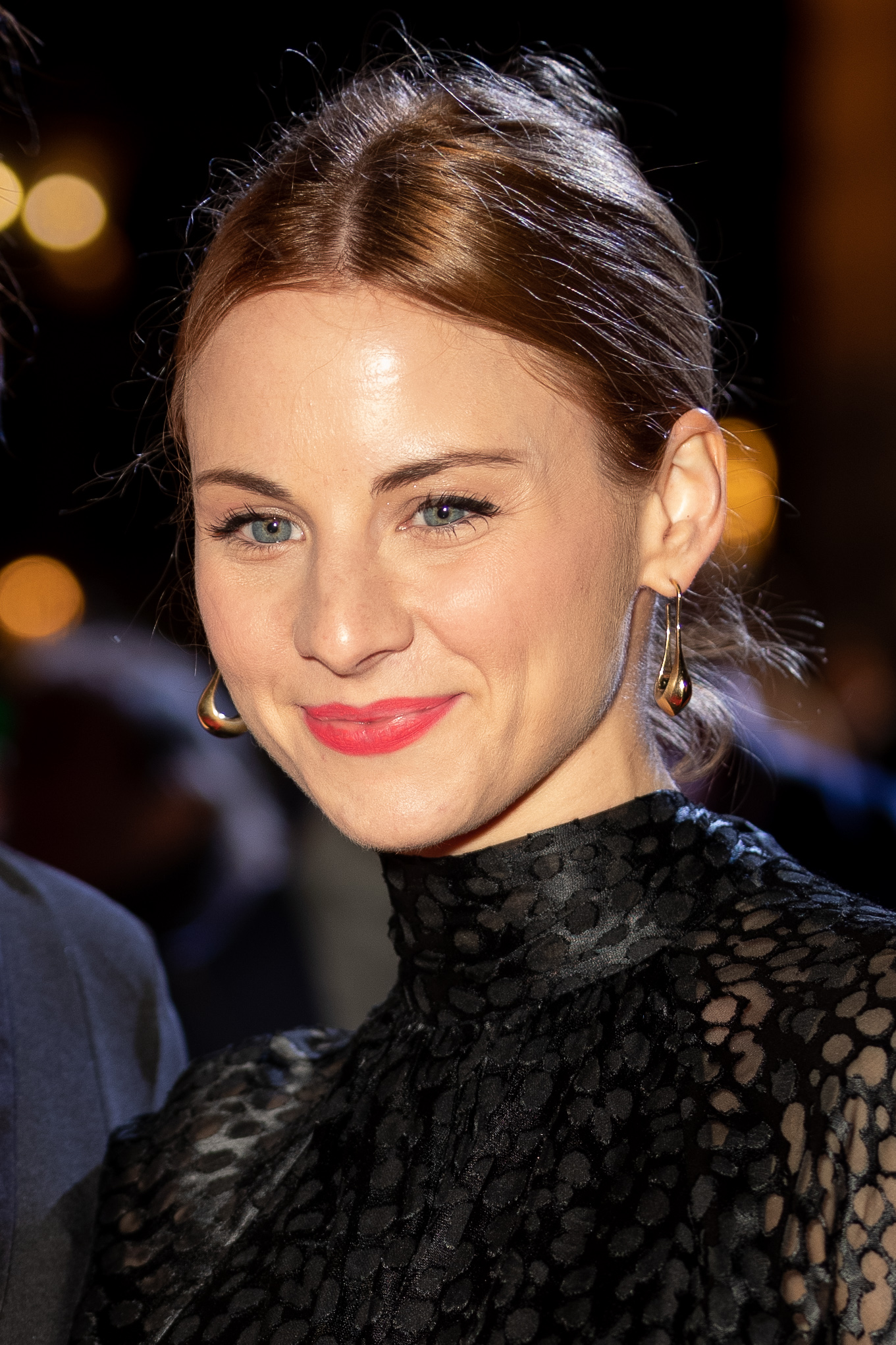
Julia E. Lenska (* 1988)

- Lenskaja, Olga Germanowna (1909–1976), sowjetische Schauspielerin
- Lenske, Günther (* 1947), deutscher Leichtathlet
- Lenski, Arno von (1893–1986), deutscher Offizier, Generalleutnant der Wehrmacht, General der NVA, MdV, NDPD-Funktionär
- Lenski, Frank Martin (* 1961), deutscher Marineoffizier, Vizeadmiral
- Lenski, Franz (* 1985), deutscher Schauspieler
- Lenski, Franz von (1865–1942), preußischer Generalleutnant
- Lenski, Gerhard (1914–2006), deutscher Politiker (CDU)
- Lenski, Gerhard (1924–2015), US-amerikanischer Soziologe
- Lenski, Hasso von (* 1942), deutscher Schauspieler
- Lenski, Noel Emmanuel (* 1965), US-amerikanischer Althistoriker
- Lenski, Richard (* 1956), US-amerikanischer Evolutionsbiologe
- Lenskiy, Irina (* 1971), israelische Leichtathletin
- Lensky, Jacob (* 1988), tschechisch-kanadischer Fußballspieler
- Lenßen, Anja (* 1971), deutsche Theaterschauspielerin
- Lenßen, Ernst (* 1837), deutscher Chemiker
- Lenssen, Gerhard (1912–1992), deutscher Dirigent und Opernregisseur
- Lenßen, Harald (* 1960), deutscher Politiker (CDU), Bürgermeister von Neukirchen-Vluyn
- Lenssen, Heinz (* 1944), deutscher Fußballspieler
- Lenßen, Ingo (* 1961), deutscher Rechtsanwalt und SchauspielerIngo Lenßen (* 1961)

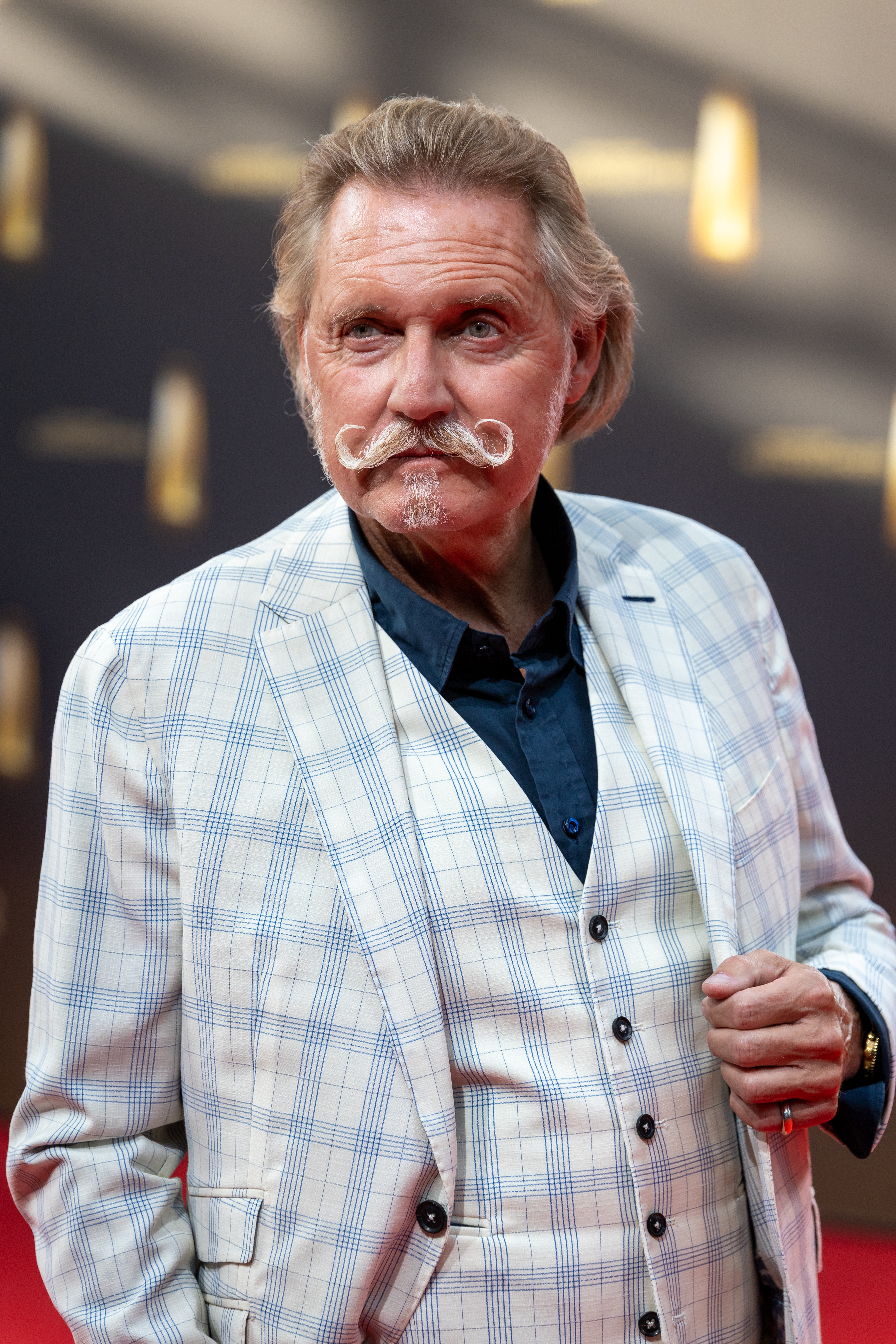
Ingo Lenßen (* 1961)

- Lenssen, Jürgen (* 1947), römisch-katholischer Geistlicher, Domkapitular in Würzburg, Künstler
- Lenssen, Maria (1836–1919), Pionierin der gewerblichen Frauenausbildung
- Lenssinck, Willem (* 1947), niederländisch-deutscher Bildhauer und Designer
- Lenstra, Abe (1920–1985), niederländischer Fußballspieler
- Lenstra, Arjen (* 1956), niederländischer Mathematiker
- Lenstra, Hendrik (* 1949), niederländischer Mathematiker
- Lenstra, Jan Karel (* 1947), niederländischer Mathematiker

### Lent
- Lent, Alfred (1836–1915), Berliner Architekt, Eisenbahn-Bauingenieur, Immobilien-Unternehmer und Bankier
- Lent, Arie van (* 1970), niederländisch-deutscher Fußballspieler und -trainer
- Lent, Carl (1867–1894), deutscher Geologe und Kolonialbeamter
- Lent, Cees van (1922–2000), niederländischer Politiker und Brigadegeneral
- Lent, Dieter (1934–2024), deutscher Landeshistoriker, niedersächsischer Archivar und Autor
- Lent, Eduard (1831–1911), deutscher Mediziner und Kommunalpolitiker
- Lent, Friedrich (1882–1960), deutscher Jurist und Politiker (DVP, NLLP, DVNP), MdR
- Lent, Heinrich (1889–1965), deutscher Ingenieur
- Lent, Helmut (1918–1944), deutscher Offizier, Flieger der Luftwaffe im Zweiten WeltkriegHelmut Lent (1918–1944)

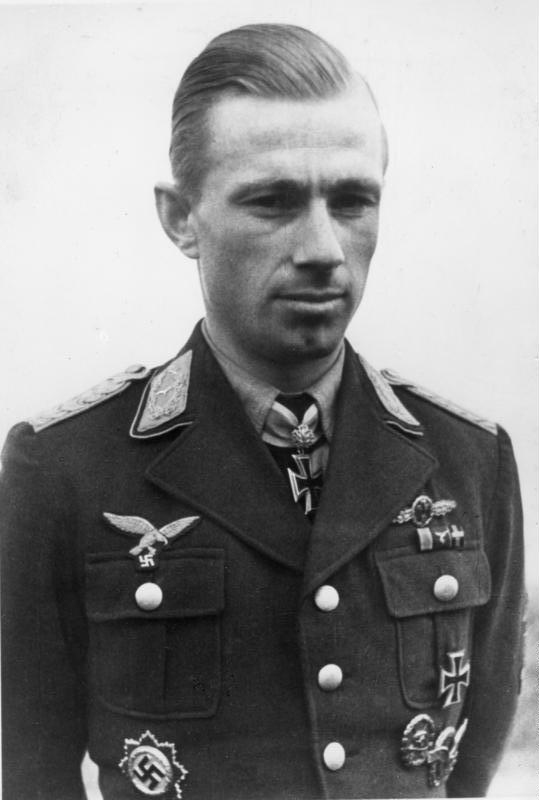
Helmut Lent (1918–1944)

- Lent, Hugo (1827–1915), deutscher Architekt und Eisenbahnbaumeister
- Lent, James (1782–1833), US-amerikanischer Jurist und Politiker
- Lent, Norman F. (1931–2012), US-amerikanischer Jurist und Politiker
- Lent, Wilhelm van (1924–1980), niederländischer Fußballspieler
- Lentaigne, Walter (1899–1955), britischer Generalmajor der Britisch-Indischen Armee und der Indischen Armee
- Lenté, Christian (1912–1990), französischer Radrennfahrer
- Lente, Christian von (1649–1725), dänischer Diplomat und Beamter, Oberkriegssekretär
- Lente, Erica van (* 1979), niederländische Politikerin (PvdA), Bürgermeisterin von Dalfsen
- Lente, Johann Hugo von (1640–1718), deutscher Jurist, Diplomat und Staatsmann
- Lente, Theodor (1605–1668), deutscher Kanzler, königlich dänisch-norwegischer Rat und Diplomat
- Lenten, Gerhard von († 1533), deutscher Politiker und Ratsherr der Hansestadt Lübeck
- Lentes, Lucas (* 1994), deutscher Schauspieler und Fotograf
- Lentfer, Flemming (* 1964), dänischer General
- Lentföhr, Erwin, deutscher Tischtennisspieler
- Lenth, Guri (* 1964), norwegische Squashspielerin
- Lenthe, Albrecht Friedrich von (1707–1779), deutscher Jurist, Präsident am Oberappellationgericht Celle, kurhannoverscher Minister
- Lenthe, Eberhard Adolph Friedrich von (1739–1787), deutscher Offizier, Kurfürstlich Braunschweig-Lüneburgischer Oberst
- Lenthe, Erich von (1597–1683), deutscher Jurist, Kriegskommissar, herzoglich Calenbergischer und Fürstlich Braunschweig-Lüneburgischer Hofrichter, Land- und Schatzrat
- Lenthe, Ernst Ludwig Julius von (1744–1814), deutscher Jurist, Diplomat und Minister
- Lenthe, Ernst Ludwig von (1823–1888), deutscher Jurist und Politiker (DHP), MdR
- Lenthe, Friedrich (1774–1851), deutscher Maler
- Lenthe, Gaston (1805–1860), deutscher Maler
- Lenthe, Jobst Heimardt von (1593–1648), Stallmeister des Herzogs August des Jüngeren von Braunschweig-Wolfenbüttel
- Lenthe, Jost von, deutscher Landadliger und fürstlich calenbergischer Rat
- Lenti, Giulio (1824–1895), italienischer Geistlicher
- Lentilius, Rosinus (1657–1733), deutscher Mediziner
- Lentin, Antony (* 1941), britischer Jurist und Historiker
- Lentin, Lebrecht Friedrich Benjamin (1736–1804), deutscher Arzt
- Lenting, Akira (* 1990), japanischer Skilangläufer
- Lentini, Frank (1889–1966), italoamerikanischer SideshowdarstellerFrank Lentini (1889–1966)

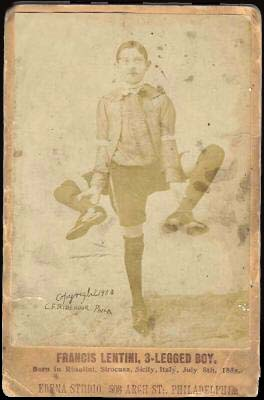
Frank Lentini (1889–1966)

- Lentini, Gianluigi (* 1969), italienischer Fußballspieler
- Lentini, Giovanni (1882–1955), italienischer Maler
- Lentini, Giovanni der Ältere (1830–1898), italienischer Maler und Bühnenbildner
- Lentini, Rocco (1858–1943), italienischer Maler
- Lentjes, Ferdinand (1882–1955), deutscher Maschinenbau-Ingenieur und Unternehmer
- Lentjes, Iris (* 1956), deutsche Sängerin
- Lentke, Stephan von († 1684), Bürgermeister von Magdeburg
- Lentken, Johann Christian Wilhelm von (1737–1808), preußischer Generalmajor, Chef des 2. Artillerie-Regiments
- Lentner, Carl Friedrich (1746–1776), deutscher Arzt, Schriftsteller und Übersetzer
- Lentner, Joseph Friedrich (1814–1852), bayerischer Schriftsteller, Maler, Illustrator und Ethnograph
- Lentner, Leopold (1907–1995), österreichischer Theologe und Religionspädagoge
- Lentner, Roman (1937–2023), polnischer Fußballspieler
- Lento, Federico Guglielmo (1942–2010), italienischer Arzt und Politiker
- Lenton, Lilian (1891–1972), britische SuffragetteLilian Lenton (1891–1972)

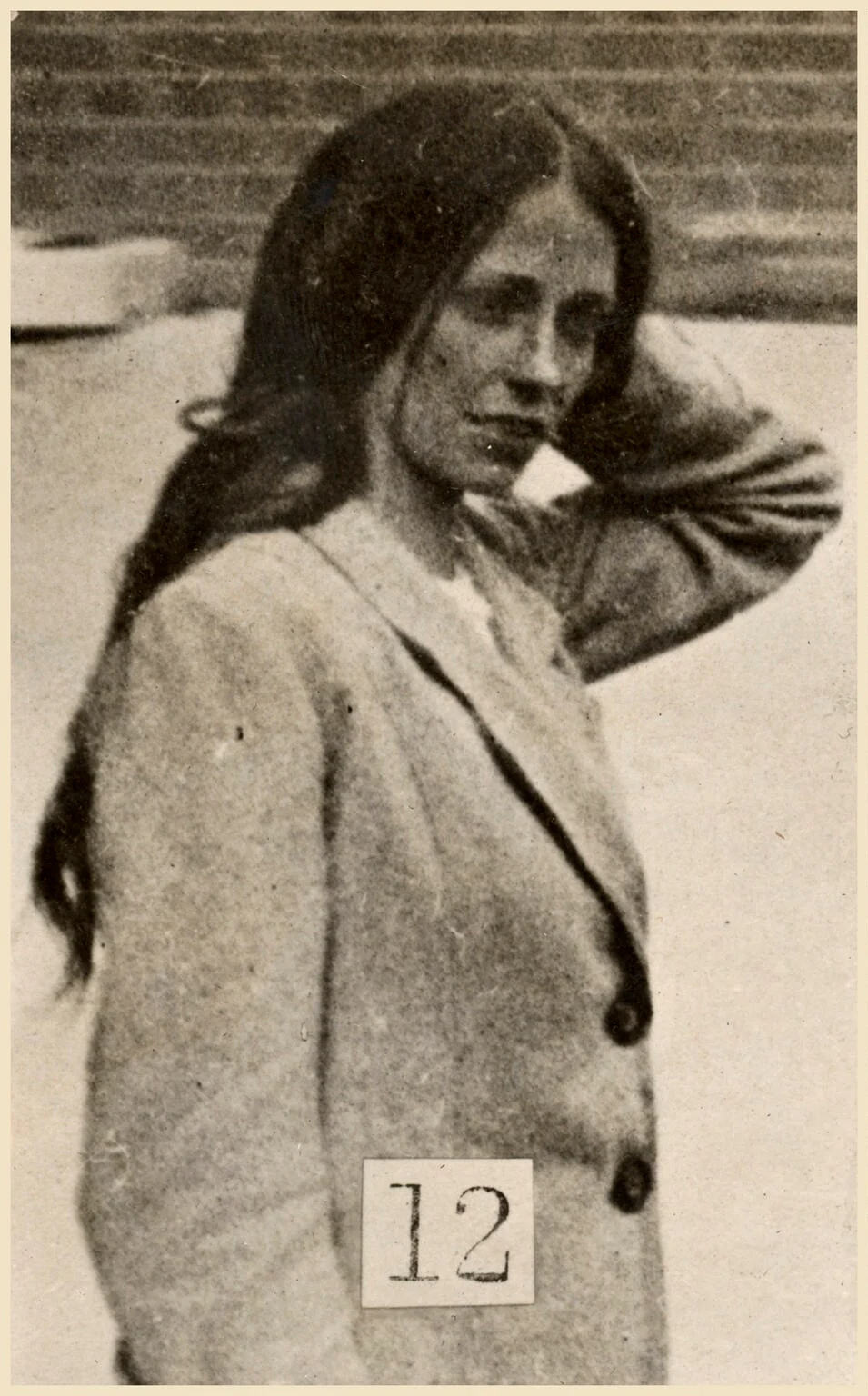
Lilian Lenton (1891–1972)

- Lenton, Tim, Klimawandel- und Erdsystemwissenschaftler an der University of Exeter
- Lentrodt, Kai (* 1969), deutscher Schauspieler
- Lentrodt, Kurt Wilhelm (1898–1979), deutscher Arzt und Zahnarzt
- Lentrodt, Wilhelm (1838–1921), deutscher Rentmeister und Politiker, Landtagsabgeordneter Waldeck
- Lentrodt, Wilhelm (1864–1914), deutscher Schriftsteller des späten deutschen Kaiserreichs
- Lentsch, Benedikt (* 1987), österreichischer Politiker (SPÖ), Landtagsabgeordneter in Tirol
- Lentsch, Bernhard (* 1984), österreichischer Sozialarbeiter, Kabarettist, Autor und Regisseur
- Lentsch, Edeltraud (* 1947), österreichische Politikerin (ÖVP), Abgeordnete zum Nationalrat
- Lentsch, Josef (1909–1988), österreichischer Politiker (ÖVP), Landtagsabgeordneter
- Lentsch, Käthe (1923–2018), österreichische Soubrette und Schauspielerin
- Lentsch, Kurt (* 1959), burgenländischer Landtagsabgeordneter (ÖVP)
- Lentsch, Wolfgang (* 1939), österreichischer Musikpädagoge
- Lentulo, Henri (1889–1981), französischer Zahnarzt und Kieferchirurg
- Lentulow, Aristarch Wassiljewitsch (1882–1943), russischer Maler, Bühnenbildner und Pädagoge
- Lentulus Spinther, Publius Cornelius († 42 v. Chr.), römischer Politiker
- Lentulus, Cäsar Joseph von (1683–1744), Bürger von Bern, kaiserlicher Feldmarschall-Lieutenant und zuletzt Kommandant der Festung Kronstadt
- Lentulus, Robert Scipio von (1714–1786), Schweizer Offizier in preußischen Diensten
- Lentz, August (1820–1868), deutscher Klassischer Philologe und Gymnasiallehrer
- Lentz, August Carl Libert (1827–1898), deutscher Porträt- und Genremaler
- Lentz, Baptist (1887–1968), deutscher Jurist
- Lentz, Bernhard Hugo (1828–1903), Wasserbauinspektor
- Lentz, Bettina (* 1962), deutsche Politikerin (SPD)
- Lentz, Carola (* 1954), deutsche Ethnologin
- Lentz, Ferdinand (1819–1898), deutscher Landwirt, Fabrikant und Parlamentarier
- Lentz, Friedrich (1769–1854), deutscher Kanzleidirektor in Oldenburg
- Lentz, Georg (1928–2009), deutscher Verleger und Schriftsteller
- Lentz, Georges (* 1965), luxemburgischer Komponist
- Lentz, Hanno (* 1965), deutscher Kameramann
- Lentz, Hans (1868–1932), deutscher Zimmermannmeister und Politiker
- Lentz, Hans (1868–1946), deutscher Verwaltungsbeamter
- Lentz, Heinrich (1737–1823), deutscher Konsistorialrat in Oldenburg
- Lentz, Hubert (1927–2014), deutscher Beamter, Oberstadtdirektor bzw. Stadtdirektor von Düren
- Lentz, Hugo (1859–1944), deutscher Maschinenbauer
- Lentz, Irene (1900–1962), US-amerikanische Kostümbildnerin
- Lentz, John J. (1856–1931), US-amerikanischer Politiker
- Lentz, Jörg (* 1959), deutscher Fußballspieler
- Lentz, Leonhard (1813–1887), deutscher Philologe und Gymnasiallehrer
- Lentz, Michael (1926–2001), deutscher Drehbuchautor und Filmregisseur
- Lentz, Michael (* 1964), deutscher Schriftsteller, Lautpoet und MusikerMichael Lentz (* 1964)

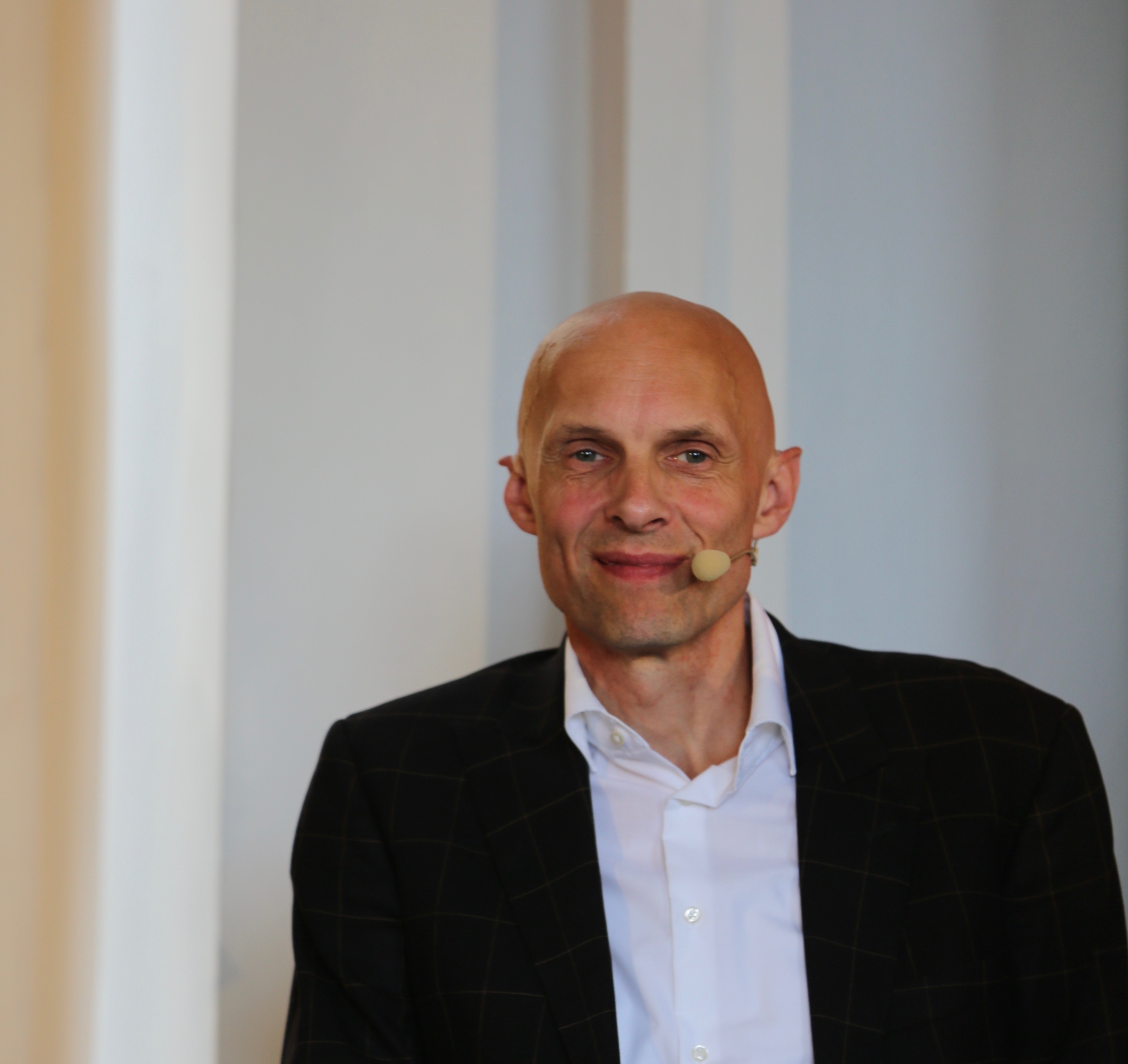
Michael Lentz (* 1964)

- Lentz, Michel (1820–1893), luxemburgischer Staatsbeamter, Schriftsteller und Dichter
- Lentz, Monne (* 1987), deutsche Politikerin (Bündnis 90/Die Grünen)
- Lentz, Oliver (* 1962), deutscher Schauspieler, Aufnahmeleiter, Produktionsleiter und Herstellungsleiter
- Lentz, Otto (1873–1952), deutscher Hygieniker und Bakteriologe
- Lentz, Rüdiger (* 1947), deutscher Offizier und Journalist
- Lentz, Sebastian (* 1957), deutscher Geograph und Professor an der Universität Leipzig
- Lentz, Stanisław (1861–1920), polnischer Maler, Grafiker und Hochschullehrer
- Lentz, Thierry (* 1959), französischer Neuzeithistoriker
- Lentz, Werner August Friedrich (1817–1893), deutscher Jurist und Politiker (NLP), MdR
- Lentz, Wolfgang (1900–1986), deutscher Iranist und Hochschullehrer
- Lentz, Wolfgang (1916–1995), deutscher Chirurg
- Lentz-Cornette, Marcelle (1927–2008), luxemburgische Politikerin (CSV), Mitglied der Chambre, MdEP
- Lentze, Adolf (1900–1983), deutscher Politiker (KPD)
- Lentze, August (1860–1945), deutscher Kommunalbeamter und Finanzminister
- Lentze, August von (1832–1920), preußischer General der Infanterie
- Lentze, Carl (1801–1883), deutscher Baumeister
- Lentze, Franz Anton (1777–1849), deutscher frühindustrieller Unternehmer
- Lentze, Fritz (1861–1945), deutscher Verwaltungsjurist und Ministerialbeamter
- Lentze, Hans (1909–1970), deutsch-österreichischer Geistlicher, Rechtshistoriker, Prämonstratenser, Hochschullehrer an den Universitäten Innsbruck und Wien
- Lentze, Leopold Heinrich Wilhelm (1753–1828), deutscher evangelischer Geistlicher
- Lentze, Michael J. (* 1945), deutscher Pädiater und ehemaliger Hochschullehrer
- Lentzen, Arnold (1902–1956), deutscher SA-Führer und NS-Funktionär
- Lentzen, Manfred (* 1940), deutscher Romanist und Literaturwissenschaftler
- Lentzen-Deis, Wolfgang (* 1937), deutscher Religionspädagoge
- Lentzke, Georg Ludwig von (1716–1793), preußischer Oberstleutnant
- Lentzner, Karl (1842–1905), deutscher Anglist und Erzieher
- Lentzou, Jacqueline (* 1989), griechische Filmregisseurin und Drehbuchautorin
- Lentzsch, Bruno (1903–1972), deutscher Politiker (SED)
- Lentzsch, Rudolf (1900–1945), deutscher kommunistischer Widerstandskämpfer

### Leny
- Lenya, Lotte (1898–1981), österreichisch-US-amerikanische Schauspielerin und SängerinLotte Lenya (1898–1981)

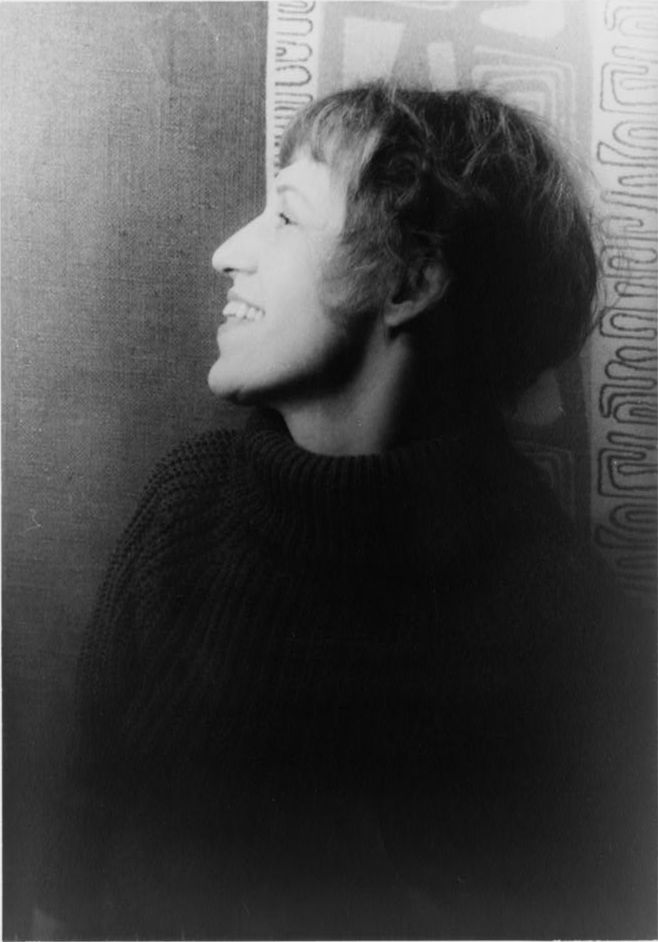
Lotte Lenya (1898–1981)

### Lenz
- Lenz, Achim (* 1978), Schweizer Schauspiel- und Musiktheaterregisseur, Autor und Dozent an der Folkwang Universität der Künste
- Lenz, Adolf (1868–1959), österreichischer Kriminologe und Strafrechtler
- Lenz, Alarich (* 1967), österreichischer Filmeditor
- Lenz, Alev (* 1982), deutsch-türkische Singer-Songwriterin
- Lenz, Alexandra N. (* 1971), deutsche Sprachwissenschaftlerin
- Lenz, Alfred von (1832–1907), österreichischer Industrieller und Politiker
- Lenz, Aloys (1910–1976), deutscher Politiker (CDU), MdL, MdB, MdEP
- Lenz, Aloys (* 1943), deutscher Politiker (CDU), MdL
- Lenz, André (* 1973), deutscher Fußballtorhüter
- Lenz, Andreas (* 1981), deutscher Politiker (CSU), MdB
- Lenz, Anette (* 1964), deutsche Grafikdesignerin
- Lenz, Anselm (* 1980), deutscher DramaturgAnselm Lenz (* 1980)

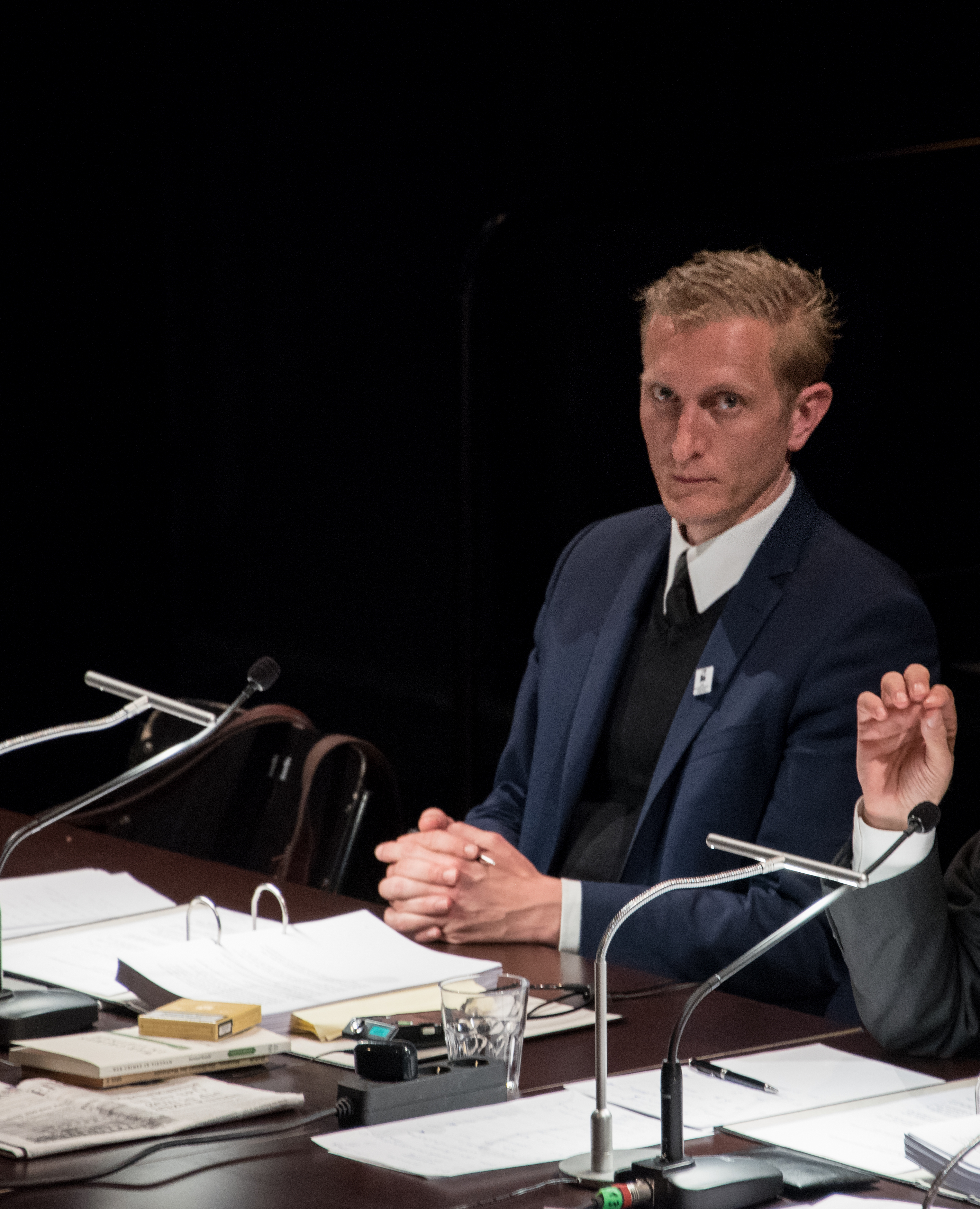
Anselm Lenz (* 1980)

- Lenz, August (1905–1960), deutscher Bankier
- Lenz, August (1910–1988), deutscher Fußballspieler
- Lenz, Barbara (* 1955), deutsche Verkehrsforscherin
- Lenz, Barbara (* 1965), deutsche Architektin und Künstlerin
- Lenz, Béla Gabor (* 1997), deutscher Schauspieler
- Lenz, Bernd (* 1942), deutscher Anglist und Hochschullehrer
- Lenz, Bernhard (* 1968), deutscher Architekt und Hochschullehrer
- Lenz, Bethany Joy (* 1981), US-amerikanische Schauspielerin und Sängerin
- Lenz, Bianca (* 1991), Schweizer Grasskiläuferin
- Lenz, Bruno (1911–2006), deutscher Maler und Violinist
- Lenz, Burkhard (* 1958), deutscher Politiker (CDU), MdL
- Lenz, Carl Otto (* 1930), deutscher Rechtsanwalt und Politiker (CDU), MdB sowie Generalanwalt am EuGH
- Lenz, Carsten (* 1970), deutscher Kirchenmusiker und Organist
- Lenz, Charles (1912–2008), Schweizer Zollbeamter
- Lenz, Christian (* 1938), deutscher Kunsthistoriker
- Lenz, Christian David (1720–1798), deutschbaltischer Geistlicher
- Lenz, Christian Ludwig (1760–1833), deutscher Gymnasiallehrer und klassischer Philologe
- Lenz, Christoph (1834–1917), deutsch-brasilianischer Söldner
- Lenz, Christopher (* 1994), deutscher FußballspielerChristopher Lenz (* 1994)

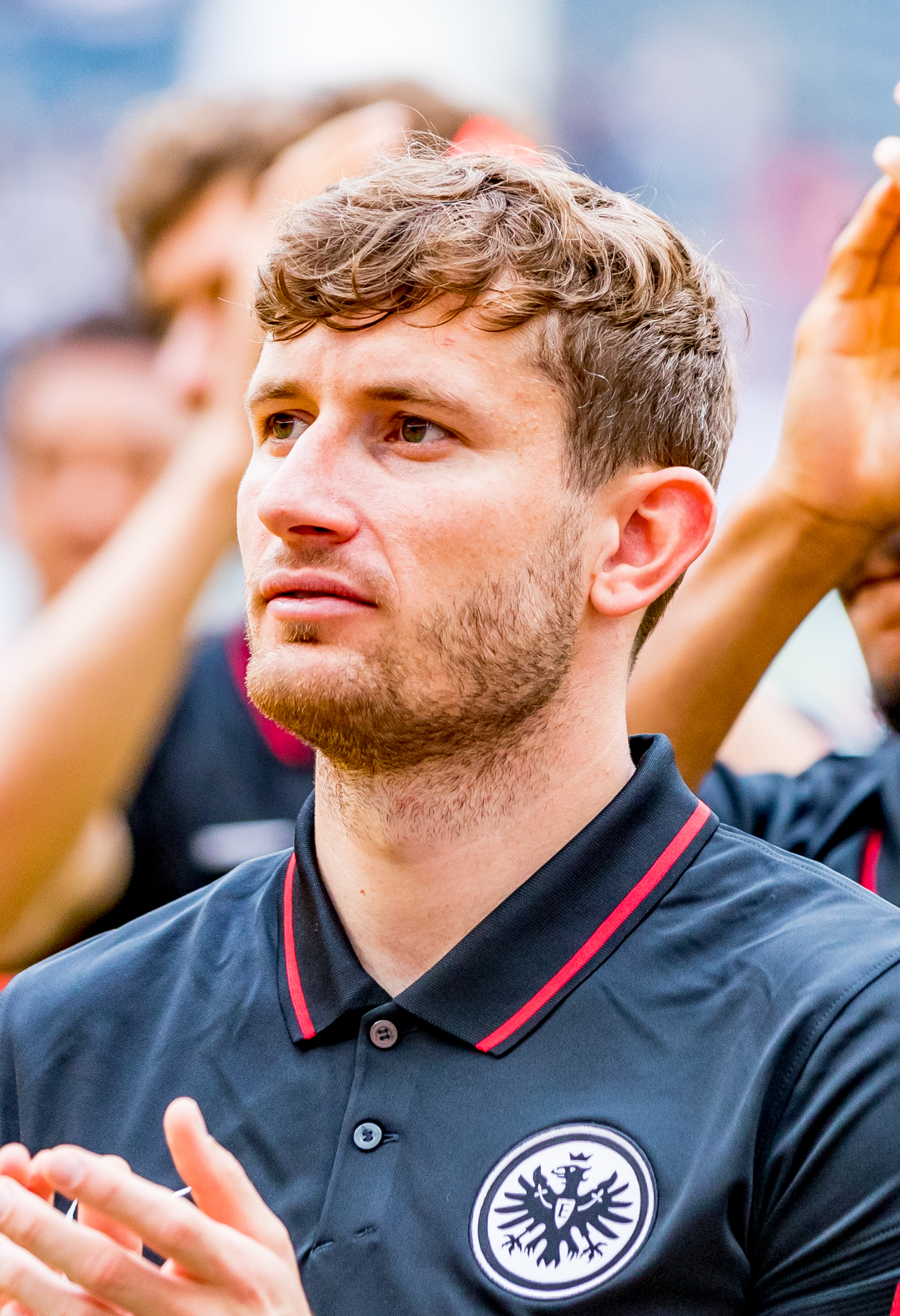
Christopher Lenz (* 1994)

- Lenz, Clara (1874–1963), deutsche Malerin
- Lenz, Desiderius (1832–1928), deutscher Benediktiner, Maler, Architekt und Bildhauer sowie einer der Initiatoren und Wortführer der Beuroner Kunstschule
- Lenz, Desirée (* 1984), deutsche Fußballspielerin
- Lenz, Dieter (* 1941), deutscher Verleger
- Lenz, Dieter (* 1948), deutscher Fußballspieler
- Lenz, Dietmar (* 1948), deutscher Bildhauer
- Lenz, Eberhard (1921–2008), deutscher Basketballfunktionär und -schiedsrichter
- Lenz, Eduard (1901–1945), deutscher Priester, Anthroposoph und Schriftsteller
- Lenz, Emil (1804–1865), deutsch-baltischer PhysikerEmil Lenz (1804–1865)

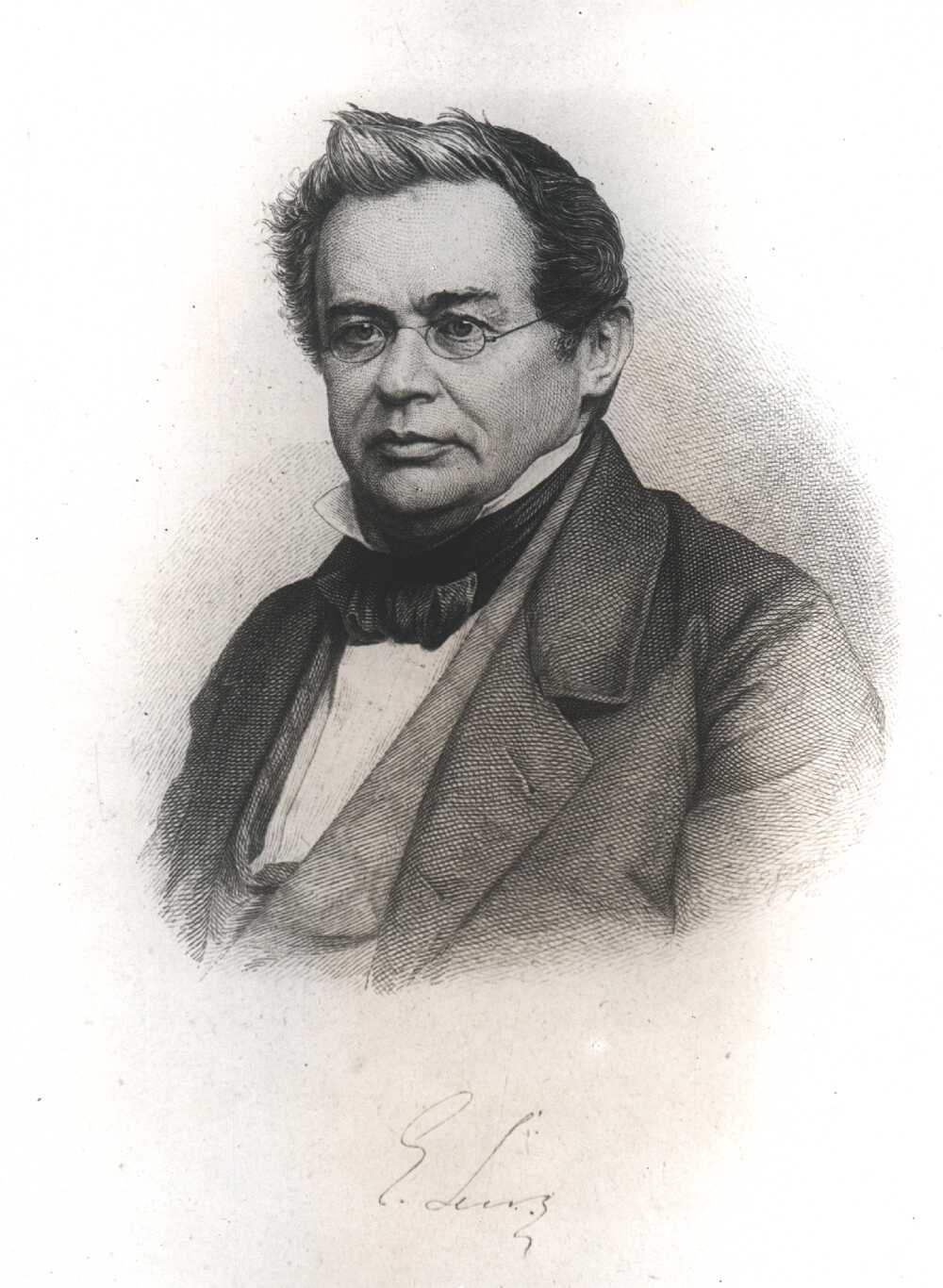
Emil Lenz (1804–1865)

- Lenz, Engelbert (1883–1949), österreichischer Politiker (CSP), Landtagsabgeordneter
- Lenz, Erika (* 1942), deutsche Landfrau, Präsidentin des Deutschen Landfrauenverbandes
- Lenz, Erna (1900–1955), deutsche Widerstandskämpferin
- Lenz, Eugen (1916–2004), Schweizer Grafiker, Typograf und Maler
- Lenz, Fabian, deutscher DJ, Techno-Musiker und Veranstalter
- Lenz, Frank G. (1867–1894), US-amerikanischer Radsportler, der versuchte mit dem Fahrrad die Welt zu umrunden (1892–1894)
- Lenz, Friedhelm (* 1945), deutscher Politiker (SPD), MdL
- Lenz, Friedrich (1846–1930), deutscher Unternehmer und Eisenbahnpionier
- Lenz, Friedrich (1885–1968), deutscher Wirtschaftswissenschaftler und Hochschullehrer
- Lenz, Friedrich (1889–1972), deutscher Hydrobiologe und Limnologe
- Lenz, Friedrich (1926–2015), deutscher Opernsänger (Tenor)
- Lenz, Friedrich David (1745–1809), deutsch-baltischer Geistlicher und Sprachforscher
- Lenz, Friedrich Walter (1896–1969), US-amerikanischer Klassischer Philologe deutscher Herkunft
- Lenz, Fritz, deutscher Fußballspieler
- Lenz, Fritz (1887–1976), deutscher Anthropologe und Rassenhygieniker
- Lenz, Georg Friedrich von (1834–1910), Jurist und Mitglied des Deutschen Reichstags
- Lenz, George (* 1967), deutscher Schauspieler
- Lenz, Gerhard (1929–2010), deutscher Fernsehmoderator und Journalist
- Lenz, Gerhard (* 1950), deutscher Organisationsberater, Moderator, Coach und Autor
- Lenz, Gita (1910–2011), amerikanische Fotografin
- Lenz, Günter (* 1938), deutscher Jazz-Bassist
- Lenz, Günter (* 1959), deutscher Politiker (SPD), MdL
- Lenz, Günter H. (1940–2012), deutscher Amerikanist und Hochschullehrer
- Lenz, Gustav (1826–1867), Handwerksgeselle, der 1848 nach Amerika emigrierte
- Lenz, Hanfried (1916–2013), deutscher Mathematiker, Hochschullehrer und Autor
- Lenz, Hans (1873–1953), österreichischer Politiker (SdP), Abgeordneter zum Nationalrat
- Lenz, Hans (1907–1968), deutscher Politiker (FDP/DVP)
- Lenz, Hans Peter (1934–2022), deutscher Hochschullehrer mit Schwerpunkt Verbrennungsmotoren
- Lenz, Hans-Friedrich (1902–1996), deutscher Pfarrer und Mitglied der evangelischen Bekennenden Kirche
- Lenz, Hans-Joachim (1926–2022), deutscher Architekt
- Lenz, Hans-Joachim (* 1942), deutscher Wirtschaftsinformatiker
- Lenz, Hans-Joachim (* 1947), deutscher Sozialwissenschaftler mit dem Schwerpunkt Männerforschung
- Lenz, Harald Othmar (1798–1870), deutscher Naturhistoriker
- Lenz, Heinrich (1846–1913), deutscher Lehrer und Zoologe
- Lenz, Heinz-Werner (* 1957), deutscher Truckrennfahrer
- Lenz, Hella (* 1935), deutsche Malerin
- Lenz, Helmut (1930–2010), deutscher Politiker (CDU), MdL
- Lenz, Heribert (* 1958), deutscher Karikaturist
- Lenz, Hermann (1913–1998), deutscher Schriftsteller
- Lenz, Hermann von (1872–1959), deutscher Generalmajor
- Lenz, Hildegard (* 1933), deutsche Politikerin (SPD), MdBB
- Lenz, Horst (1913–1985), deutscher Kommunalpolitiker
- Lenz, Hubert (* 1952), deutscher Philosoph
- Lenz, Ilse (* 1948), deutsche Soziologin
- Lenz, Jakob Michael Reinhold (1751–1792), deutschbaltischer SchriftstellerJakob Michael Reinhold Lenz (1751–1792)

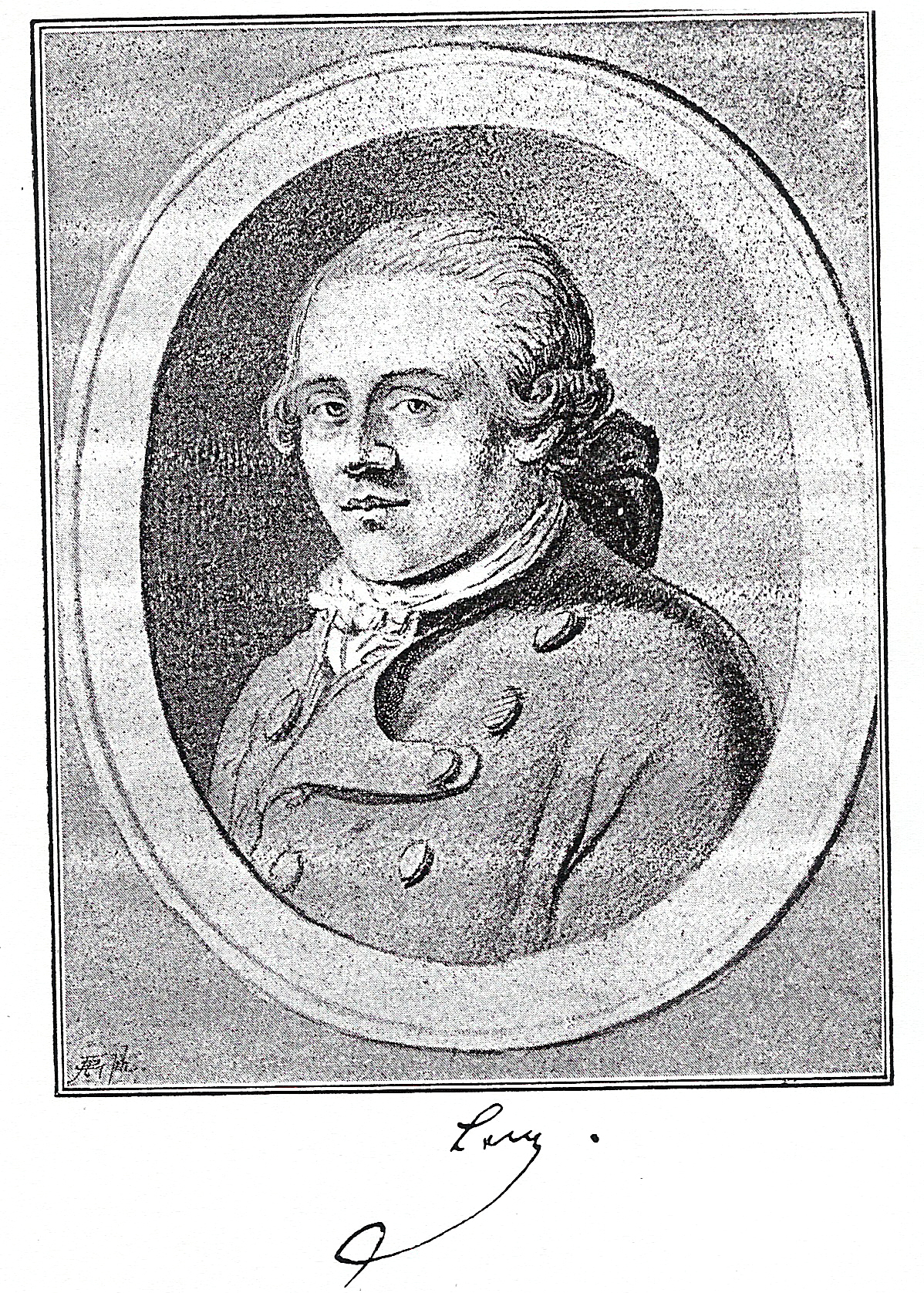
Jakob Michael Reinhold Lenz (1751–1792)

- Lenz, Jessica (* 1997), deutsche Schauspielerin
- Lenz, Jochen (1930–2021), deutscher Sportwissenschaftler und Hochschullehrer
- Lenz, Johann Georg (1748–1832), deutscher Mineraloge
- Lenz, Johann Reinhold von (1778–1854), deutsch-baltischer Schauspieler und Dichter
- Lenz, Johanna (1915–2010), deutsche Kunsthistorikerin und Lektorin
- Lenz, Johannes (1805–1869), Landtagsabgeordneter Großherzogtum Hessen
- Lenz, Johannes Maria (1902–1985), österreichischer, katholischer Priester, Ordensmann, Verfolgter des NS-Regimes, KZ-Häftling, Buchautor
- Lenz, Jörn (* 1969), deutscher Fußballspieler
- Lenz, Josef (1892–1974), deutscher Theologe und Hochschullehrer
- Lenz, Josef (1935–2023), deutscher Rennrodler und Rennrodeltrainer
- Lenz, Joseph (1889–1969), deutscher Politiker (SPD), MdA
- Lenz, Julian (* 1993), deutscher Tennisspieler
- Lenz, Jürgen (1916–1990), deutscher Schriftsteller und Journalist
- Lenz, Jürgen (* 1942), deutscher Kameramann
- Lenz, Jürgen (* 1943), deutscher Sportvermarkter
- Lenz, Karl (1892–1960), deutscher Politiker (CSU), MdL Bayern
- Lenz, Karl (1898–1948), deutscher Maler
- Lenz, Karl (1899–1944), deutscher Politiker (NSDAP), MdR
- Lenz, Karl (* 1955), deutscher Soziologe und Hochschullehrer
- Lenz, Karl Gotthold (1763–1809), deutscher Philologe, Publizist und Pädagoge
- Lenz, Karl Heinz (* 1953), deutscher Archäologe und Politiker (SPD)
- Lenz, Karl-Friedrich (* 1958), deutscher Jurist
- Lenz, Käthe (* 1907), deutsche Schauspielerin
- Lenz, Kay (* 1953), US-amerikanische Schauspielerin
- Lenz, Klaus (* 1940), deutscher Jazzmusiker, Bandleader und Komponist
- Lenz, Leo (1878–1962), österreichischer Schriftsteller
- Lenz, Leopold (1804–1862), deutscher Opernsänger (Bassbariton) und Komponist
- Lenz, Lothar (1904–1983), deutscher Politiker (CDU), MdL
- Lenz, Ludwig (1764–1833), Landtagsabgeordneter Großherzogtum Hessen
- Lenz, Ludwig (1813–1896), deutscher Schriftsteller und Journalist
- Lenz, Ludwig (1888–1969), deutscher Bauunternehmer
- Lenz, Ludwig Friedrich († 1780), sächsischer Hofrat und Schriftsteller, Jurist, geistlicher Dichter und Hymnologe
- Lenz, Lutz (1942–2022), deutscher Klassischer Philologe
- Lenz, Magdalena (* 1988), polnische Triathletin
- Lenz, Manfred (* 1947), deutscher Politiker (SPD), MdL
- Lenz, Manfred (1947–2021), deutscher Fußballspieler und -trainer
- Lenz, Manuel (* 1984), deutscher Fußballtorwart
- Lenz, Marcel (* 1987), deutscher Fußballspieler
- Lenz, Marcel (* 1989), deutscher Handballspieler
- Lenz, Marcel (* 1991), deutscher Fußballspieler
- Lenz, Margarete (1899–1986), deutsche Sozialpolitikerin und Diplomatin
- Lenz, Marlene (* 1932), deutsche Politikerin (CDU), MdEP
- Lenz, Martin (* 1971), deutscher Musiker und Schriftsteller
- Lenz, Mathias (* 1985), deutscher Handballspieler
- Lenz, Max (1850–1932), deutscher Historiker
- Lenz, Max Werner (1887–1973), Schweizer Schauspieler, Regisseur, Kabarettist und Autor
- Lenz, Maximilian (1860–1948), österreichischer Maler, Graphiker und Bildhauer
- Lenz, Michael (1930–2013), deutscher Schauspieler
- Lenz, Oskar (1848–1925), deutsch-österreichischer Afrikaforscher, Mineraloge und Geologe
- Lenz, Otto (1903–1957), deutscher Politiker (CDU), MdB
- Lenz, Pedro (* 1965), Schweizer SchriftstellerPedro Lenz (* 1965)

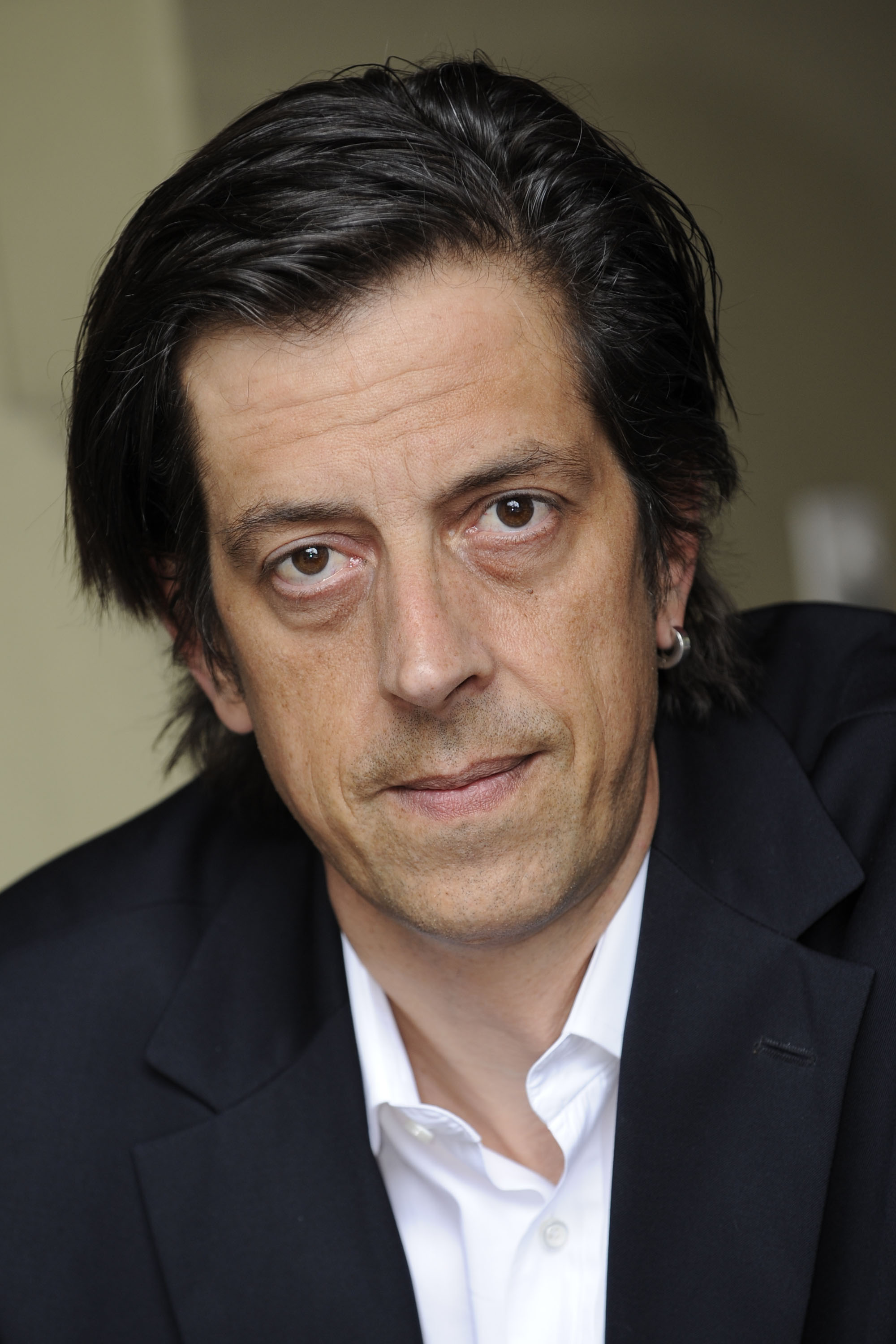
Pedro Lenz (* 1965)

- Lenz, Peter (* 1987), österreichischer Jazzmusiker
- Lenz, Peter (1997–2010), US-amerikanischer Motorradrennfahrer
- Lenz, Philipp (1861–1926), deutscher Lehrer und Mundartforscher
- Lenz, Pia (* 1986), deutsche Dokumentarfilmerin und Journalistin
- Lenz, Regine (* 1942), deutsches Model
- Lenz, Reimar (1931–2014), deutscher Publizist und Autor
- Lenz, Reimar (* 1956), deutscher Informationstechniker
- Lenz, Rick (* 1939), US-amerikanischer Schauspieler
- Lenz, Robert (1808–1836), deutsch-baltischer Sanskritforscher
- Lenz, Robert (1833–1903), russischer Physiker und Hochschullehrer
- Lenz, Rodolfo (1863–1938), deutscher Romanist mit chilenischer Staatsangehörigkeit
- Lenz, Rudi (1931–2023), deutscher Sportfunktionär und Träger des Bundesverdienstkreuzes
- Lenz, Rüdiger, deutscher Historiker und Archivar
- Lenz, Rudolf (1920–1987), österreichischer Schauspieler
- Lenz, Rudolf (* 1940), deutscher Historiker
- Lenz, Samuel (1686–1776), deutscher Historiker, Rechtswissenschaftler und Hochschullehrer
- Lenz, Sandy (* 1960), US-amerikanische Eiskunstläuferin
- Lenz, Seraphina (* 1963), deutsche Künstlerin
- Lenz, Siegfried (1926–2014), deutscher SchriftstellerSiegfried Lenz (1926–2014)

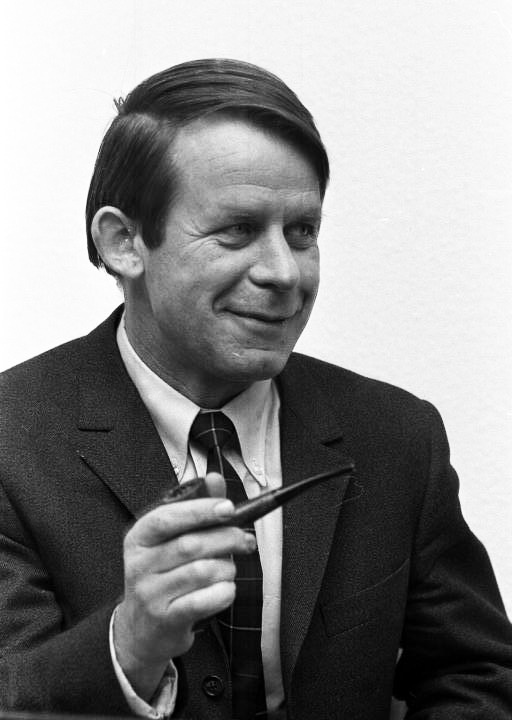
Siegfried Lenz (1926–2014)

- Lenz, Sindy (* 1998), deutsche Volleyballspielerin
- Lenz, Stephan (* 1968), deutscher Politiker (CDU), MdA
- Lenz, Thomas (* 1960), deutscher Politiker (CDU), Staatssekretär in Mecklenburg-Vorpommern
- Lenz, Tonie (* 1988), deutsche Kanu-Sportlerin
- Lenz, Uli (* 1955), deutscher Jazzpianist
- Lenz, Ulrich (* 1970), deutscher Musik- und Theaterwissenschaftler und Theaterintendant
- Lenz, Viviane (* 1999), Schweizer Unihockeyspielerin
- Lenz, Volker (* 1950), deutscher Politiker und Unternehmer
- Lenz, Werner (1927–2004), deutscher Politiker (SPD), MdBB, MdB
- Lenz, Werner (* 1944), österreichischer Erziehungswissenschaftler
- Lenz, Werner (* 1954), deutscher Fußballspieler
- Lenz, Werner M. (* 1923), deutscher Kameramann
- Lenz, Widukind (1919–1995), deutscher Humangenetiker
- Lenz, Wilhelm (1888–1957), deutscher Physiker
- Lenz, Wilhelm (1894–1954), deutscher Politiker (SPD), MdL
- Lenz, Wilhelm (1897–1969), Landtagsabgeordneter des Volksstaats Hessen
- Lenz, Wilhelm (1906–1976), deutsch-baltischer Historiker
- Lenz, Wilhelm (1921–2015), deutscher Politiker (CDU), nordrhein-westfälischer Landtagspräsident
- Lenz, Wilhelm (1939–2020), deutscher Historiker und Archivar deutschbaltischer Herkunft
- Lenz, Wilhelm von (1808–1883), Musikschriftsteller
- Lenz, Willi (* 1950), deutscher Sportfunktionär und Stifter
- Lenz, Wolfgang (1925–2014), deutscher Maler und Grafiker
- Lenz, Wolfgang (1942–2019), deutscher Opernsänger
- Lenz-Fuchs, Renate (1910–2001), deutsche Juristin und Bürgermeisterin
- Lenz-Gerharz, Franziska (1922–2010), deutsche Künstlerin und Bildhauerin
- Lenz-Gleißner, Susanne (* 1962), deutsche Journalistin
- Lenz-Medoc, Paulus (1903–1987), deutscher Philosoph, Germanist und Romanist
- Lenza, Concetta (* 1954), italienische Architekturhistorikerin und Hochschullehrerin
- Lenzberg, Georg (1856–1922), deutscher Jurist, Kommunal- und Landespolitiker sowie Kunstförderer
- Lenzberg, Hugo (1860–1932), deutscher Richter
- Lenzburg, Bernhard Emanuel von (1723–1795), Abt des Klosters Hauterive und Fürstbischof von Lausanne
- Lenzburg, Ulrich von († 1355), Bischof von Chur
- Lenze, Anne (* 1959), deutsche Rechtswissenschaftlerin und Hochschullehrerin
- Lenze, Annegret (* 1959), deutsche Juristin und Richterin
- Lenze, Christian (* 1977), deutscher Fußballspieler
- Lenze, Enno (* 1982), deutscher Museumsdirektor, Buchautor, Journalist und Kriegsberichterstatter
- Lenze, Franz (1878–1937), deutscher Chemieingenieur, Industriemanager und Pionier der Ferngasversorgung
- Lenze, Franz (1910–2005), deutscher Politiker (CDU), MdB
- Lenze, Karl, deutscher Mathematiker und Sprachforscher
- Lenze, Ulla (* 1973), deutsche Schriftstellerin
- Lenzel, Josef (1890–1942), deutscher römisch-katholischer Theologe, Widerstandskämpfer gegen das NS-Regime
- Lenzen, Dieter (* 1947), deutscher Erziehungswissenschaftler und UniversitätspräsidentDieter Lenzen (* 1947)

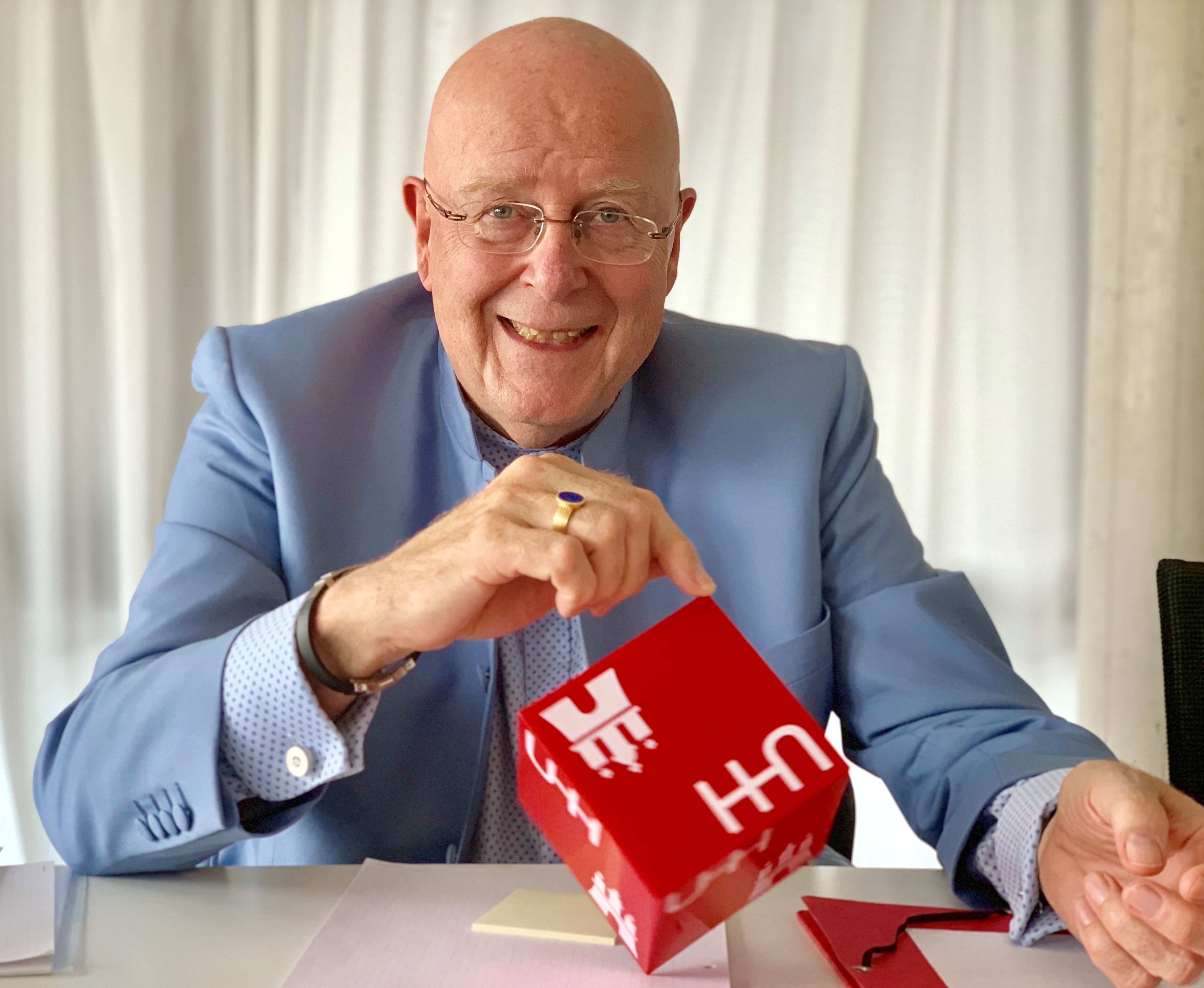
Dieter Lenzen (* 1947)

- Lenzen, Georg (* 1966), deutscher Schauspieler
- Lenzen, Hans-Georg (1921–2014), deutscher Autor, Illustrator und Übersetzer
- Lenzen, Heinrich (1900–1978), deutscher Bauforscher und Vorderasiatischer Archäologe
- Lenzen, Majella (1938–2025), deutsche Ordensschwester und Bestsellerautorin
- Lenzen, Maria (1814–1882), deutsche Schriftstellerin
- Lenzen, Orlando (* 1999), deutscher Schauspieler
- Lenzen, Sigurd (* 1947), deutscher Arzt und Universitätsprofessor
- Lenzen, Stefan (* 1981), deutscher Politiker (FDP), MdL
- Lenzen, Verena (* 1957), deutsche Judaistin und Theologin
- Lenzen, Wolfgang (* 1946), deutscher Philosoph
- Lenzenweger, Josef (1916–1999), österreichischer römisch-katholischer Kirchenhistoriker
- Lenzer, Christian (1933–2022), deutscher Politiker (CDU), MdB
- Lenzi, Claudia (* 1985), Schweizer Schauspielerin
- Lenzi, Diego (* 2001), italienischer Boxer
- Lenzi, Giovanna (* 1943), italienische Schauspielerin
- Lenzi, Giovanni Battista (1951–2009), italienischer Politiker und Regionalratsabgeordneter
- Lenzi, Josef (1924–1993), österreichischer Beamter und Politiker (SPÖ), Abgeordneter zum Nationalrat
- Lenzi, Mark (1968–2012), amerikanischer Wasserspringer
- Lenzi, Umberto (1931–2017), italienischer Filmregisseur, Drehbuch- und RomanautorUmberto Lenzi (1931–2017)

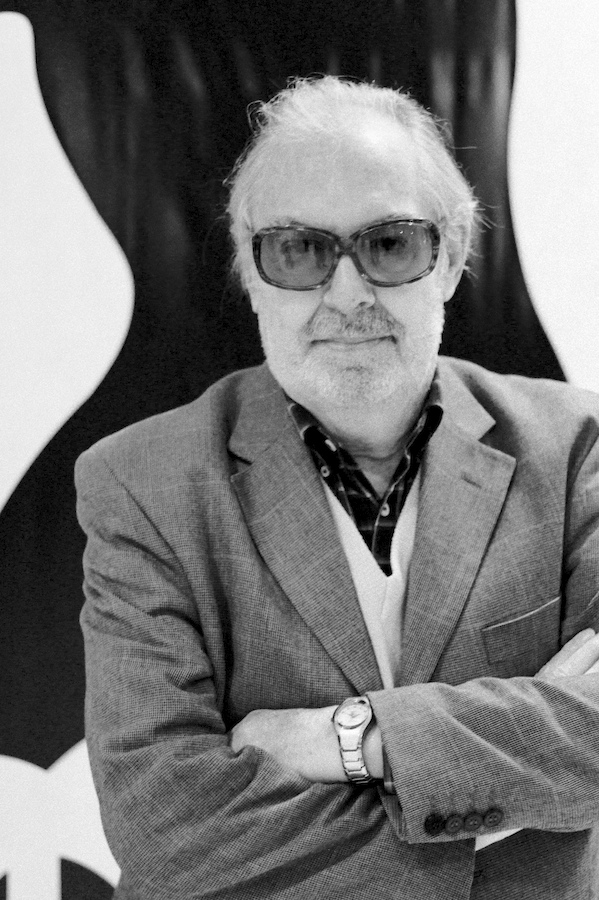
Umberto Lenzi (1931–2017)

- Lenzin, Enrico (* 1971), Schweizer Musiker
- Lenzin, Luka (* 1980), Schweizer nichtbinäre Person, die durch Comics bekannt wurde
- Lenzing, Markus (* 1967), deutscher Musiker und Posaunist
- Lenzini, John J. junior (1947–1996), US-amerikanischer Pferdetrainer
- Lenzini, Martina (* 1998), italienische Fußballspielerin
- Lenzke, Jan (* 1970), deutscher Leichtathlet
- Lenzke, Karin (* 1936), deutsche Leichtathletin
- Lenzke, Klaus (1949–2002), deutscher Fußballspieler
- Lenzlinger, Hans Ulrich (1929–1979), Schweizer Fluchthelfer, Lebemann und Abenteurer
- Lenzlinger, Jacques (1856–1945), Schweizer Unternehmer, Chaletbauer und Holzverarbeiter
- Lenzlinger, Johann Edwin (1858–1927), Schweizer Unternehmer im Bauwesen
- Lenzlinger, Johann Joseph (1824–1900), Schweizer Zimmermeister, Unternehmer und Gründer des Familienbetriebs Lenzlinger in Uster
- Lenzlinger, Jörg (* 1964), Schweizer Künstler
- Lenzly, Mike (* 1981), englischer Basketballspieler
- Lenzmann, Julius (1843–1906), deutscher Jurist und Politiker (DFP, FVp), MdR
- Lenzmann, Richard (1856–1927), deutscher Mediziner
- Lenzmann, Wilhelm (1885–1935), deutscher Jurist, Ministerialbeamter und Manager der deutschen Elektrizitätsindustrie
- Lenzner, Friedrich (* 1880), deutscher Politiker (DVP)